# Список глав правительства Франции
Список глав правительства Франции включает лиц, возглавлявших правительство страны с 1610 года, когда получила первоначальное оформление структура руководства исполнительной властью посредством назначения уполномоченных чиновников. Существующая ныне должность премьер-министра Французской Республики (фр. Premier Ministre de la République Française) появилась только в 1959 году (в Пятой республике), однако уже с установлением режима, получившего название Старого порядка, в политической структуре Королевства Франции появился первый министр государства. Между 1815 и 1959 годами традиционным названием поста главы правительства было Президент Совета (фр. Président du Conseil, по большей части переводится как «председатель Совета»). Существование главы правительства как связующего звена между главой государства и парламентом является одной из важнейших характеристик парламентского режима. Исчезнув с установлением президентской Второй Республики в 1849 году, эта функция была восстановлена в 1871 году сначала в форме вице-президента Совета, а после принятия в 1876 году конституционных законов Третьей республики вновь в форме Президента Совета (но, как и прежде, отсутствуя в конституции). Наконец, конституционная формализация должности руководителя правительства была завершена с установлением Четвёртой республики (1946 год).
В случае, когда персона получила повторные полномочия последовательно за первоначальными, раздельно отражается каждый такой срок (например, два последовательных срока полномочий Шарля де Голля как главы временного правительства в 1944—1946 годах). В столбце «Выборы» отражены состоявшиеся выборные парламентские процедуры, формировавшие поддерживающее главу правительства парламентское большинство; в случае, если главе правительства не требовалось одобрение парламента, столбец отсутствует. Использованная в первых столбцах таблиц нумерация является условной (указанные номера дополнительно являются ссылкой к составам кабинетов министров, — начиная с периода Первой империи); условным же является использование в первых столбцах таблиц цветовой заливки, служащей для упрощения восприятия принадлежности лиц к различным политическим силам без необходимости обращения к столбцу, отражающему партийную принадлежность. Наряду с партийной принадлежностью, в столбце «Партия» также отражён внепартийный (независимый) статус персоналий.
Для удобства список разделён на принятые во французской историографии периоды истории страны. Приведённые в преамбулах к каждому из разделов описания этих периодов призваны пояснить особенности политической жизни.

## Королевство Франция
Со времён Средневековья король осуществлял управление государством с выбранными им советниками. Постепенно эта система оформилась в формализованный институт управления — Королевский совет (фр. Conseil du roi). После установления в Королевстве Франция режима, получившего название Старого порядка, главный советник монарха, организующий деятельность государственного управления, стал именоваться первым министром государства (фр. Principal ministre d'État). Пост первого министра государства сохранился и в короткий период действия конституции 1791 года, принятой 3 сентября Учредительным собранием и установившей в стране конституционную монархию. После штурма дворца Тюильри Законодательное собрание 10 августа 1792 года временно отстранило короля и объявило об отставке министров, входивших в возглавляемый монархом Королевский совет, а 21 сентября 1792 года провозгласило республику.
|                    | Портрет | Имя (годы жизни) | Полномочия первого министра государства | Полномочия первого министра государства | Пр.    |
| Начало             | Портрет | Имя (годы жизни) | Окончание                               |                                         | Пр.    |
| ------------------ | ------- | --- | --------------------------------------- | --------------------------------------- | ------ |
| 1                  |         | Максимильен де Бетюн, герцог де Сюлли (1560—1641) фр. Maximilien de Béthune, duc de Sully | 14 мая 1610                             | 29 января 1611                          | [ 9 ]  |
| 2                  |         | Николя де Нёвиль, маркиз де Вильруа (1542/43—1617) фр. Nicolas de Neufville, marquis de Villeroy | 30 января 1611                          | 1614                                    | [ 10 ] |
| должность вакантна |         | |                                         |                                         |        |
| 3                  |         | маршал Франции Кончино Кончини, маркиз д’Анкр (1575—1617) итал. Concino Concini фр. Concino Conchine, marquis d’Ancre | 1616                                    | 24 апреля 1617                          | [ 11 ] |
| должность вакантна |         | |                                         |                                         |        |
| 4                  |         | кардинал Арман-Жан дю Плесси, герцог де Ришельё, герцог де Фронсак (1585—1642) фр. Armand-Jean du Plessis, duc de Richelieu, duc de Fronsac | 12 августа 1624                         | 4 декабря 1642                          | [ 12 ] |
| 5                  |         | кардинал Жюль-Раймон Мазарэн (или Мазарини), герцог де Майен, герцог де Ретель, герцог де Невер (1602—1661) фр. Jules Raymond Mazarin, duc de Mayenne, duc de Rethel, duc de Nevers урожд. Джулио Раймондо Маццарино итал. Giulio Raimondo Mazzarino  | 4 декабря 1642                          | 9 марта 1661                            | [ 13 ] |
| 6                  |         | Жан-Батист Кольбер (1619—1683) фр. Jean-Baptiste Colbert | 9 марта 1661                            | 6 сентября 1683                         | [ 14 ] |
| должность вакантна |         | |                                         |                                         |        |
| 7                  |         | кардинал Гийом Дюбуа (1656—1723) фр. Guillaume Dubois | 12 сентября 1715                        | 10 августа 1723                         | [ 15 ] |
| 8                  |         | Филипп, герцог де Орлеан, герцог де Валуа, герцог де Немур, герцог де Монпансье (1674—1723) фр. Philippe, duc d'Orléans, duc de Valois, duc de Nemours, duc de Montpensier                                                                            | 10 августа 1723                         | 2 декабря 1723                          | [ 16 ] |
| 9                  |         | Луи-Анри, 7-й принц де Конде, герцог де Бурбон, герцог д’Энгиен, герцог де Гиз, герцог де Бельгард, граф де Сансер (1692—1740) фр. Louis Henri, 7e prince de Condé, duc de Bourbon, duc d'Enghien, duc de Guise, duc de Bellegarde, comte de Sancerre | 2 декабря 1723                          | 11 июня 1726                            | [ 17 ] |
| 10                 |         | кардинал Андре-Эркюль де Флёри (1653—1743) фр. André-Hercule de Fleury | 11 июня 1726                            | 29 января 1743                          | [ 18 ] |
| должность вакантна |         | |                                         |                                         |        |
| 12                 |         | Этьенн-Франсуа, герцог де Шуазёль, герцог д’Амбуаз, граф де Стенвиль (1719—1785) фр. Étienne-François, duc de Choiseul, duc d'Amboise, comte de Stainville                                                                                            | 3 декабря 1758                          | 24 декабря 1770                         | [ 19 ] |
| 13                 |         | Рене-Никола-Шарль-Огюстен де Мопу, маркиз де Морангль, маркиз де Бюлли, виконт де Брюйер-ле-Шатель (1714—1792) фр. René Nicolas Charles Augustin de Maupeou, marquis de Morangles, marquis de Bully, vicomte de Bruyères-sur-Oise                     | 24 декабря 1770                         | 15 мая 1774                             | [ 20 ] |
| 14                 |         | Жан-Фредерик-Фелиппо, граф де Морепа (1701—1781) фр. Jean-Frédéric Phélypeaux, comte de Maurepas | 15 мая 1774                             | 21 ноября 1781                          | [ 21 ] |
| 15                 |         | Шарль Гравье, граф де Верженн (1719—1787) фр. Charles Gravier, comte de Vergennes | 21 ноября 1781                          | 13 февраля 1787                         | [ 22 ] |
| 16                 |         | Этьенн-Шарль де Ломени де Бриенн (1727—1794) фр. Étienne-Charles de Loménie de Brienne | 13 февраля 1787                         | 25 августа 1788                         | [ 23 ] |
| 17 (I)             |         | Жак Неккер (1732—1804) фр. Jacques Necker | 25 августа 1788                         | 11 июля 1789                            | [ 24 ] |
| 18                 |         | Луи-Шарль-Огюст Лё Тоннелье барон де Бретёйль (1730—1807) фр. Louis Charles Auguste Le Tonnellier, baron de Breteuil | 11 июля 1789                            | 16 июля 1789                            | [ 25 ] |
| 17 (II)            |         | Жак Неккер (1732—1804) фр. Jacques Necker | 16 июля 1789                            | 3 сентября 1790                         | [ 24 ] |
| 19                 |         | Арман-Марк-Орелль, граф де Монморен Сен-Эрем (1745—1792) фр. Armand Marc Aurelle, comte de Montmorin Saint-Hérem | 3 сентября 1790                         | 29 ноября 1791                          | [ 26 ] |
| должность вакантна |         | |                                         |                                         |        |

## Первая республика
В период Первой республики (фр. la République française), установленной принятым 21 сентября 1792 года Постановлением об отмене монархии (фр. Proclamation de l'abolition de la royauté) и прекратившей существование с провозглашением Первой империи (фр. Empire Français) 18 мая 1804 года, функции исполнительной власти (относимые к современной компетенции правительства) осуществлялись разнородными коллегиальными органами.

### Временный исполнительный совет (1792—1794)
10 августа 1792 года Законодательное собрание временно отстранило от власти короля Людовика XVI и объявило об отставке министров, входивших в возглавляемый монархом Королевский совет (фр. Conseil du roi), после чего постановило назначить Временный исполнительный совет (фр. Conseil exécutif provisoire) в составе шестерых новых министров, проведя рейтинговое голосование по выдвинутым Законодательным собранием кандидатурам, которое состоялось 10—11 августа.
Впервые совет из шести министров собрался 13 августа, спустя 2 дня ему были переданы «функции исполнительной власти», одновременно был утверждён принцип «посменного председательства» в нём с еженедельной ротацией председательствующих членов. Собравшийся 21 сентября 1792 года Национальный конвент провозгласил республику, что косвенно означало и прекращение подразумеваемого ранее права монарха руководить деятельностью министров и приобретение ими статуса высшего коллегиального исполнительного органа. 26 сентября полномочия Совета и его состав были подтверждены Национальным конвентом, для депутатов которого 29 сентября был введён запрет оставаться министрами, что привело к первым заменам в их составе. Временный исполнительный совет играл большую роль в проведении политики несмотря на то, что многие органы власти отказывали ему в признании как отсутствующему в сохранявшей силу конституции 1791 года, а Парижская коммуна во многие департаменты направляла собственных комиссаров, конкурирующих с представителями министров. После создания 6 апреля 1793 года Комитета общественного спасения роль Временного исполнительного совета стала номинальной. Спустя год, 12 жерминаля II года (1 апреля 1794 года), было принято решение об упразднении министерств, после чего 1 флореаля II года (20 апреля 1794 года) вместо них были учреждены 12 Исполнительных комиссий при Комитете общественного спасения.
В таблице представлено последовательное замещение каждого из шести министерских мандатов.
| Портрет                                                                                          | Имя (годы жизни) | Полномочия министра                           | Полномочия министра                           | Пр.                                           |
| Портрет                                                                                          | Имя (годы жизни) | Начало                                        | Окончание                                     | Пр.                                           |
| министры юстиции (фр. Ministre de la Justice)                                                    | министры юстиции (фр. Ministre de la Justice) | министры юстиции (фр. Ministre de la Justice) | министры юстиции (фр. Ministre de la Justice) | министры юстиции (фр. Ministre de la Justice) |
| ------------------------------------------------------------------------------------------------ | --- | --------------------------------------------- | --------------------------------------------- | --------------------------------------------- |
|                                                                                                  | Жорж-Жак Дантон (1759—1794) фр. Georges-Jacques Danton                                                                                                  | 21 сентября 1792                              | 9 октября 1792                                | [ 28 ]                                        |
|                                                                                                  | Доминик-Жозеф Гара (1749—1833) фр. Dominique Joseph Garat                                                                                               | 9 октября 1792                                | 20 марта 1793                                 | [ 29 ]                                        |
|                                                                                                  | Луи-Жером Гойе (1749—1830) фр. Louis-Jérôme Gohier | 20 марта 1793                                 | 20 апреля 1794                                | [ 30 ]                                        |
| министры Военно-морского флота и колоний (фр. Ministre de la Marine et des Colonies)             | |                                               |                                               |                                               |
|                                                                                                  | Гаспар Монж, граф де Пелюз (1746—1818) фр. Gaspard Monge, comte de Péluse                                                                               | 21 сентября 1792                              | 10 апреля 1793                                | [ 31 ]                                        |
|                                                                                                  | Жан Дальбарад (1743—1819) фр. Jean Dalbarade | 10 апреля 1793                                | 20 апреля 1794                                | [ 32 ]                                        |
| министры иностранных дел (фр. Ministre des Affaires étrangères)                                  | |                                               |                                               |                                               |
|                                                                                                  | Пьер-Анри-Элен-Мари Тондю (1754—1793) фр. Pierre Henri Hélène Marie Tondu извест. как Пьер Лебрен фр. Pierre Lebrun                                     | 21 сентября 1792                              | 21 июня 1793                                  | [ 33 ]                                        |
|                                                                                                  | Франсуа-Луи-Мишель-Шемен де Форг (1759—1840) фр. François Louis Michel Chemin des Forgues извест. как Франсуа-Луи Дефорг фр. François Louis Deforgues   | 21 июня 1793                                  | 2 апреля 1794                                 | [ 34 ]                                        |
| пост вакантен со 2 по 5 апреля 1794 года                                                         | |                                               |                                               |                                               |
|                                                                                                  | Жан-Мари-Клод-Александр Гужон (1766—1795) фр. Jean-Marie Claude Alexandre Goujon (временное исполнение обязанностей)                                    | 5 апреля 1794                                 | 8 апреля 1794                                 | [ 35 ]                                        |
|                                                                                                  | Мартиаль-Жозеф-Арман Эрман (1759—1795) фр. Martial Joseph Armand Herman (временное исполнение обязанностей)                                             | 8 апреля 1794                                 | 20 апреля 1794                                | [ 36 ]                                        |
| министры внутренних дел (фр. Ministre de l'Intérieur)                                            | |                                               |                                               |                                               |
|                                                                                                  | Жан-Мари Ролан де Ла Платьер (1734—1793) фр. Jean-Marie Roland de La Platière                                                                           | 21 сентября 1792                              | 23 января 1793                                | [ 37 ]                                        |
|                                                                                                  | Доминик-Жозеф Гара (1749—1833) фр. Dominique Joseph Garat (до 15 марта 1793 года — временное исполнение обязанностей)                                   | 23 января 1793                                | 15 марта 1793                                 | [ 29 ]                                        |
| 15 марта 1793                                                                                    | Доминик-Жозеф Гара (1749—1833) фр. Dominique Joseph Garat (до 15 марта 1793 года — временное исполнение обязанностей)                                   | 20 августа 1793                               |                                               | [ 29 ]                                        |
|                                                                                                  | Жюль-Франсуа Паре (1755—1819) фр. Jules-François Paré                                                                                                   | 20 августа 1793                               | 5 апреля 1794                                 | [ 38 ]                                        |
|                                                                                                  | Жан-Мари-Клод-Александр Гужон (1766—1795) фр. Jean-Marie Claude Alexandre Goujon (временное исполнение обязанностей)                                    | 5 апреля 1794                                 | 8 апреля 1794                                 | [ 35 ]                                        |
|                                                                                                  | Мартиаль-Жозеф-Арман Эрман (1766—1795) фр. Martial Joseph Armand Herman (временное исполнение обязанностей)                                             | 8 апреля 1794                                 | 20 апреля 1794                                | [ 36 ]                                        |
| военные министры (фр. Ministre de la Guerre)                                                     | |                                               |                                               |                                               |
|                                                                                                  | Жозеф-Мари Серван де Жербе (1741—1808) фр. Joseph Marie Servan de Gerbey                                                                                | 21 сентября 1792                              | 3 октября 1792                                | [ 39 ]                                        |
|                                                                                                  | Пьер-Анри-Элен-Мари Тондю (1754—1793) фр. Pierre Henri Hélène Marie Tondu извест. как Пьер Лебрен фр. Pierre Lebrun (временное исполнение обязанностей) | 3 октября 1792                                | 18 октября 1792                               | [ 33 ]                                        |
|                                                                                                  | Жан-Никола Паш (1746—1823) фр. Jean-Nicolas Pache | 18 октября 1792                               | 4 февраля 1793                                | [ 40 ]                                        |
|                                                                                                  | Пьер Риель, маркиз де Бёрнонвиль (1752—1821) фр. Pierre de Ruel, marquis de Beurnonville                                                                | 4 февраля 1793                                | 1 апреля 1793                                 | [ 41 ]                                        |
|                                                                                                  | Пьер-Анри-Элен-Мари Тондю (1754—1793) фр. Pierre Henri Hélène Marie Tondu извест. как Пьер Лебрен фр. Pierre Lebrun (временное исполнение обязанностей) | 1 апреля 1793                                 | 4 апреля 1793                                 | [ 33 ]                                        |
|                                                                                                  | Жан-Батист-Ноэль Бушот (1754—1840) фр. Jean-Baptiste Noël Bouchotte                                                                                     | 4 апреля 1793                                 | 22 июня 1793                                  | [ 42 ]                                        |
|                                                                                                  | Шарль-Алексис Александр (1754—1825) фр. Charles-Alexis Alexandre                                                                                        | 22 июня 1793 (часы)                           | 22 июня 1793 (часы)                           | [ 43 ]                                        |
|                                                                                                  | Жан-Батист-Ноэль Бушот (1754—1840) фр. Jean-Baptiste Noël Bouchotte                                                                                     | 22 июня 1793                                  | 20 апреля 1794                                | [ 42 ]                                        |
| министры государственных доходов и расходов (фр. Ministère des contributions et revenus publics) | |                                               |                                               |                                               |
|                                                                                                  | Этьен Клавьер (1735—1793) фр. Étienne Clavière | 21 сентября 1792                              | 13 июня 1793                                  | [ 44 ]                                        |
|                                                                                                  | Луи-Грегуар Дешамп-Детурнель (1744—1795) фр. Louis Grégoire Deschamps Destournelles                                                                     | 13 июня 1793                                  | 20 апреля 1794                                | [ 45 ]                                        |

### Комитет общественного спасения (1794—1795)
После создания 6 апреля 1793 года Комитета общественного спасения (фр. Comité de salut public), формально лишь одного из многочисленных депутатских комитетов, формируемых Национальным конвентом, роль Временного исполнительного совета стала номинальной. 28 июля 1793 года Комитет получил право отдавать приказания о вызове и аресте подозреваемых и обвиняемых лиц, 2 августа — право без ограничений и отчёта перед Конвентом пользоваться специальным денежным фондом, 13 сентября — право составлять и представлять на голосование Конвента списки кандидатов во все остальные комитеты и комиссии Конвента. 10 октября под наблюдение Комитета были переданы министры, генералы и государственные учреждения. 4 декабря 1793 года Конвент предоставил Комитету право отрешать от должности чиновников, а 13 марта 1794 года — право замещать посты отрешённых лиц новыми назначениями.
12 жерминаля II года (1 апреля 1794 года) Национальным конвентом было принято решение об упразднении министерств, после чего 1 флореаля II года (20 апреля 1794 года) вместо них были учреждены 12 Исполнительных комиссий при Комитете общественного спасения (фр. Commissions exécutives), что придало ему формальный статус коллегиального главы исполнительной власти республики. Несмотря на то, что после термидорианского переворота (9 термидора II года / 27 июля 1794 года) Комитет был лишён большинства полномочий, за ним сохранились функции руководства Исполнительными комиссиями. Во избежание повторения узурпации власти в руках нескольких человек было установлено ежемесячное обновление четверти его состава, при этом члены Комитета не могли быть избранными в члены какого-либо иного комитета или вновь избраны в его состав раньше, чем через месяц после выхода.
После вступления в силу 4 брюмера IV года (26 октября 1795 года) принятой Национальным конвентом Конституции III года новым законодательным органом, состоявшим из двух палат (Совета пятисот и Совета старейшин) был образован новый исполнительный орган Исполнительная Директория (фр. Directoire exécutif), передача дел в которую была проведена 4 ноября 1795 года.
Серым цветом показаны периоды членства лиц в составе Комитета общественного спасения (с даты избрания до даты прекращения членства).
| Портрет | Имя (годы жизни) | Полномочия члена Комитета общественного спасения | Полномочия члена Комитета общественного спасения | Полномочия члена Комитета общественного спасения | Полномочия члена Комитета общественного спасения | Полномочия члена Комитета общественного спасения | Полномочия члена Комитета общественного спасения | Полномочия члена Комитета общественного спасения | Полномочия члена Комитета общественного спасения | Полномочия члена Комитета общественного спасения | Полномочия члена Комитета общественного спасения | Полномочия члена Комитета общественного спасения | Полномочия члена Комитета общественного спасения | Полномочия члена Комитета общественного спасения | Полномочия члена Комитета общественного спасения | Полномочия члена Комитета общественного спасения | Полномочия члена Комитета общественного спасения | Полномочия члена Комитета общественного спасения | Полномочия члена Комитета общественного спасения | Пр.     |
| Портрет | Имя (годы жизни) | 1794 год                                         | 1794 год                                         | 1794 год                                         | 1794 год                                         | 1794 год                                         | 1794 год                                         | 1794 год                                         | 1795 год                                         | 1795 год                                         | 1795 год                                         | 1795 год                                         | 1795 год                                         | 1795 год                                         | 1795 год                                         | 1795 год                                         | 1795 год                                         | 1795 год                                         | 1795 год                                         | Пр.     |
| Портрет | Имя (годы жизни) | 20.04                                            | 27.07                                            | 31.07                                            | 01.09                                            | 06.10                                            | 05.11                                            | 05.12                                            | 04.01                                            | 03.02                                            | 05.03                                            | 04.04                                            | 04.05                                            | 03.06                                            | 03.07                                            | 02.08                                            | 01.09                                            | 07.10                                            | 04.11                                            | Пр.     |
| ------- | --- | ------------------------------------------------ | ------------------------------------------------ | ------------------------------------------------ | ------------------------------------------------ | ------------------------------------------------ | ------------------------------------------------ | ------------------------------------------------ | ------------------------------------------------ | ------------------------------------------------ | ------------------------------------------------ | ------------------------------------------------ | ------------------------------------------------ | ------------------------------------------------ | ------------------------------------------------ | ------------------------------------------------ | ------------------------------------------------ | ------------------------------------------------ | ------------------------------------------------ | ------- |
|         | Бертран Барер (Барер де Вьёзак) (1755—1841) фр. Bertrand Barère (Barère de Vieuzac)                                                             | с 20 апреля до 1 сентября 1794 года              | с 20 апреля до 1 сентября 1794 года              | с 20 апреля до 1 сентября 1794 года              | с 20 апреля до 1 сентября 1794 года              |                                                  |                                                  |                                                  |                                                  |                                                  |                                                  |                                                  |                                                  |                                                  |                                                  |                                                  |                                                  |                                                  |                                                  | [ 49 ]  |
|         | Жак-Никола Бийо (Бийо-Варенн) (1756—1819) фр. Jacques-Nicolas Billaud (Billaud-Varenne)                                                         | с 20 апреля до 1 сентября 1794 года              | с 20 апреля до 1 сентября 1794 года              | с 20 апреля до 1 сентября 1794 года              | с 20 апреля до 1 сентября 1794 года              |                                                  |                                                  |                                                  |                                                  |                                                  |                                                  |                                                  |                                                  |                                                  |                                                  |                                                  |                                                  |                                                  |                                                  | [ 50 ]  |
|         | Лазар-Никола-Марюэрит Карно (1753—1823) фр. Lazare-Nicolas-Marguerite Carnot                                                                    | с 20 апреля до 6 октября 1794 года               | с 20 апреля до 6 октября 1794 года               | с 20 апреля до 6 октября 1794 года               | с 20 апреля до 6 октября 1794 года               | с 20 апреля до 6 октября 1794 года               | с 5 ноября 1794 года до 5 марта 1795 года        | с 5 ноября 1794 года до 5 марта 1795 года        | с 5 ноября 1794 года до 5 марта 1795 года        | с 5 ноября 1794 года до 5 марта 1795 года        | с 5 ноября 1794 года до 5 марта 1795 года        |                                                  |                                                  |                                                  |                                                  |                                                  |                                                  |                                                  |                                                  | [ 51 ]  |
|         | Жан-Мари Колло (Колло д’Эрбуа) (1749—1796) фр. Jean-Marie Collot (Collot d'Herbois)                                                             | с 20 апреля до 1 сентября 1794 года              | с 20 апреля до 1 сентября 1794 года              | с 20 апреля до 1 сентября 1794 года              | с 20 апреля до 1 сентября 1794 года              |                                                  |                                                  |                                                  |                                                  |                                                  |                                                  |                                                  |                                                  |                                                  |                                                  |                                                  |                                                  |                                                  |                                                  | [ 52 ]  |
|         | Жорж-Огюст Кутон (1755—1794) фр. Georges-Auguste Couthon                                                                                        | с 20 апреля до 27 июля 1794 года                 | с 20 апреля до 27 июля 1794 года                 |                                                  |                                                  |                                                  |                                                  |                                                  |                                                  |                                                  |                                                  |                                                  |                                                  |                                                  |                                                  |                                                  |                                                  |                                                  |                                                  | [ 53 ]  |
|         | Андре Жанбон (Жанбон Сен-Андре) (1749—1813) фр. André Jeanbon (Jeanbon Saint-André)                                                             | с 20 апреля до 31 июля 1794 года                 | с 20 апреля до 31 июля 1794 года                 | с 20 апреля до 31 июля 1794 года                 |                                                  |                                                  |                                                  |                                                  |                                                  |                                                  |                                                  |                                                  |                                                  |                                                  |                                                  |                                                  |                                                  |                                                  |                                                  | [ 54 ]  |
|         | Жан-Батист-Робер Ленде (1746—1825) фр. Jean-Baptiste-Robert Lindet                                                                              | с 20 апреля до 6 октября 1794 года               | с 20 апреля до 6 октября 1794 года               | с 20 апреля до 6 октября 1794 года               | с 20 апреля до 6 октября 1794 года               | с 20 апреля до 6 октября 1794 года               |                                                  |                                                  |                                                  |                                                  |                                                  |                                                  |                                                  |                                                  |                                                  |                                                  |                                                  |                                                  |                                                  | [ 55 ]  |
|         | Пьер-Луи Приёр (1756—1827) фр. Pierre-Louis Prieur                                                                                              | с 20 апреля до 31 июля 1794 года                 | с 20 апреля до 31 июля 1794 года                 | с 20 апреля до 31 июля 1794 года                 |                                                  | с 6 октября 1794 года до 3 февраля 1795 года     | с 6 октября 1794 года до 3 февраля 1795 года     | с 6 октября 1794 года до 3 февраля 1795 года     | с 6 октября 1794 года до 3 февраля 1795 года     | с 6 октября 1794 года до 3 февраля 1795 года     |                                                  |                                                  |                                                  |                                                  |                                                  |                                                  |                                                  |                                                  |                                                  | [ 56 ]  |
|         | Максимильен-Франсуа-Мари-Исидор (де) Робеспьер (1758—1794) фр. Maximilien-Marie-Isidore (de) Robespierre                                        | с 20 апреля до 27 июля 1794 года                 | с 20 апреля до 27 июля 1794 года                 |                                                  |                                                  |                                                  |                                                  |                                                  |                                                  |                                                  |                                                  |                                                  |                                                  |                                                  |                                                  |                                                  |                                                  |                                                  |                                                  | [ 57 ]  |
|         | Луи-Антуан де Сен-Жюст (1767—1794) фр. Louis-Antoine de Saint-Just                                                                              | с 20 апреля до 27 июля 1794 года                 | с 20 апреля до 27 июля 1794 года                 |                                                  |                                                  |                                                  |                                                  |                                                  |                                                  |                                                  |                                                  |                                                  |                                                  |                                                  |                                                  |                                                  |                                                  |                                                  |                                                  | [ 58 ]  |
|         | Жан-Жак Бреар (Бреар-Дюплесси) (1751—1840) фр. Jean-Jacques Bréard (Bréard-Duplessis)                                                           |                                                  |                                                  | с 31 июля до 5 декабря 1794 года                 | с 31 июля до 5 декабря 1794 года                 | с 31 июля до 5 декабря 1794 года                 | с 31 июля до 5 декабря 1794 года                 | с 31 июля до 5 декабря 1794 года                 | с 4 января до 4 мая 1795 года                    | с 4 января до 4 мая 1795 года                    | с 4 января до 4 мая 1795 года                    | с 4 января до 4 мая 1795 года                    | с 4 января до 4 мая 1795 года                    |                                                  |                                                  |                                                  |                                                  |                                                  |                                                  | [ 59 ]  |
|         | Жозеф Эшасерьо (Эшасерьо-старший) (1753—1824) фр. Joseph Eschassériaux (Eschassériaux l'aîné)                                                   |                                                  |                                                  | с 31 июля до 5 ноября 1794 года                  | с 31 июля до 5 ноября 1794 года                  | с 31 июля до 5 ноября 1794 года                  | с 31 июля до 5 ноября 1794 года                  |                                                  |                                                  |                                                  |                                                  |                                                  |                                                  |                                                  |                                                  |                                                  |                                                  | с 7 октября до 4 ноября 1795 года                | с 7 октября до 4 ноября 1795 года                | [ 60 ]  |
|         | Пьер-Антуан Лалуа (1749—1846) фр. Pierre-Antoine Laloy                                                                                          |                                                  |                                                  | с 31 июля до 5 ноября 1794 года                  | с 31 июля до 5 ноября 1794 года                  | с 31 июля до 5 ноября 1794 года                  | с 31 июля до 5 ноября 1794 года                  |                                                  |                                                  |                                                  |                                                  |                                                  |                                                  |                                                  |                                                  |                                                  |                                                  |                                                  |                                                  | [ 61 ]  |
|         | Жан-Ламбер Тальен (1767—1820) фр. Jean-Lambert Tallien                                                                                          |                                                  |                                                  | с 31 июля до 1 сентября 1794 года                | с 31 июля до 1 сентября 1794 года                |                                                  |                                                  |                                                  |                                                  |                                                  |                                                  | с 4 апреля до 2 августа 1795 года                | с 4 апреля до 2 августа 1795 года                | с 4 апреля до 2 августа 1795 года                | с 4 апреля до 2 августа 1795 года                | с 4 апреля до 2 августа 1795 года                |                                                  |                                                  |                                                  | [ 62 ]  |
|         | Жак-Алексис Тюрьо (Тюрьо де ла Розье) (1753—1829) фр. Jacques-Alexis Thuriot (Thuriot de la Rosière)                                            |                                                  |                                                  | с 31 июля до 5 декабря 1794 года                 | с 31 июля до 5 декабря 1794 года                 | с 31 июля до 5 декабря 1794 года                 | с 31 июля до 5 декабря 1794 года                 | с 31 июля до 5 декабря 1794 года                 |                                                  |                                                  |                                                  |                                                  |                                                  |                                                  |                                                  |                                                  |                                                  |                                                  |                                                  | [ 63 ]  |
|         | Жан-Батист Трельяр (1742—1810) фр. Jean-Baptiste Treilhard                                                                                      |                                                  |                                                  | с 31 июля до 5 ноября 1794 года                  | с 31 июля до 5 ноября 1794 года                  | с 31 июля до 5 ноября 1794 года                  | с 31 июля до 5 ноября 1794 года                  |                                                  |                                                  |                                                  |                                                  |                                                  | с 4 мая до 2 августа 1795 года                   | с 4 мая до 2 августа 1795 года                   | с 4 мая до 2 августа 1795 года                   | с 4 мая до 2 августа 1795 года                   |                                                  |                                                  |                                                  | [ 64 ]  |
|         | Шарль-Кошон де Лапарен (1750—1825) фр. Charles Cochon de Lapparent                                                                              |                                                  |                                                  |                                                  | с 1 сентября до 5 декабря 1794 года              | с 1 сентября до 5 декабря 1794 года              | с 1 сентября до 5 декабря 1794 года              | с 1 сентября до 5 декабря 1794 года              |                                                  |                                                  |                                                  |                                                  |                                                  |                                                  |                                                  |                                                  |                                                  |                                                  |                                                  | [ 65 ]  |
|         | Жан-Франсуа-Бертран Дельмас (1751—1798) фр. Jean-François-Bertrand Delmas                                                                       |                                                  |                                                  |                                                  | с 1 сентября 1794 года до 4 января 1795 года     | с 1 сентября 1794 года до 4 января 1795 года     | с 1 сентября 1794 года до 4 января 1795 года     | с 1 сентября 1794 года до 4 января 1795 года     | с 1 сентября 1794 года до 4 января 1795 года     |                                                  |                                                  |                                                  |                                                  |                                                  |                                                  |                                                  |                                                  |                                                  |                                                  | [ 66 ]  |
|         | Антуан-Франсуа де Фуркруа (1755—1809) фр. Antoine-François de Fourcroy                                                                          |                                                  |                                                  |                                                  | с 1 сентября 1794 года до 4 января 1795 года     | с 1 сентября 1794 года до 4 января 1795 года     | с 1 сентября 1794 года до 4 января 1795 года     | с 1 сентября 1794 года до 4 января 1795 года     | с 1 сентября 1794 года до 4 января 1795 года     | с 3 февраля до 3 июня 1795 года                  | с 3 февраля до 3 июня 1795 года                  | с 3 февраля до 3 июня 1795 года                  | с 3 февраля до 3 июня 1795 года                  | с 3 февраля до 3 июня 1795 года                  |                                                  |                                                  |                                                  |                                                  |                                                  | [ 67 ]  |
|         | Филипп-Антуан Мерлен (1754—1838) фр. Philippe-Antoine Merlin                                                                                    |                                                  |                                                  |                                                  | с 1 сентября 1794 года до 4 января 1795 года     | с 1 сентября 1794 года до 4 января 1795 года     | с 1 сентября 1794 года до 4 января 1795 года     | с 1 сентября 1794 года до 4 января 1795 года     | с 1 сентября 1794 года до 4 января 1795 года     | с 3 февраля до 3 июня 1795 года                  | с 3 февраля до 3 июня 1795 года                  | с 3 февраля до 3 июня 1795 года                  | с 3 февраля до 3 июня 1795 года                  | с 3 февраля до 3 июня 1795 года                  |                                                  | со 2 августа до 4 ноября 1795 года               | со 2 августа до 4 ноября 1795 года               | со 2 августа до 4 ноября 1795 года               | со 2 августа до 4 ноября 1795 года               | [ 68 ]  |
|         | Луи-Бернар Гитон, барон де Морво (Гитон-Морво) (1737—1816) фр. Louis-Bernard Guyton, baron de Morveau (Guyton-Morveau)                          |                                                  |                                                  |                                                  |                                                  | с 6 октября 1794 года до 3 февраля 1795 года     | с 6 октября 1794 года до 3 февраля 1795 года     | с 6 октября 1794 года до 3 февраля 1795 года     | с 6 октября 1794 года до 3 февраля 1795 года     | с 6 октября 1794 года до 3 февраля 1795 года     |                                                  |                                                  |                                                  |                                                  |                                                  |                                                  |                                                  |                                                  |                                                  | [ 69 ]  |
|         | Жозеф-Шарль-Этьен Ришар (1761—1834) фр. Joseph Charles Étienne Richard                                                                          |                                                  |                                                  |                                                  |                                                  | с 6 октября 1794 года до 3 февраля 1795 года     | с 6 октября 1794 года до 3 февраля 1795 года     | с 6 октября 1794 года до 3 февраля 1795 года     | с 6 октября 1794 года до 3 февраля 1795 года     | с 6 октября 1794 года до 3 февраля 1795 года     |                                                  |                                                  |                                                  |                                                  |                                                  |                                                  |                                                  |                                                  |                                                  | [ 70 ]  |
|         | Жан-Жак-Режи де Камбасерес (1753—1824) фр. Jean-Jacques-Régis de Cambacérès                                                                     |                                                  |                                                  |                                                  |                                                  |                                                  | с 5 ноября 1794 года до 5 марта 1795 года        | с 5 ноября 1794 года до 5 марта 1795 года        | с 5 ноября 1794 года до 5 марта 1795 года        | с 5 ноября 1794 года до 5 марта 1795 года        | с 5 ноября 1794 года до 5 марта 1795 года        | с 4 апреля до 2 августа 1795 года                | с 4 апреля до 2 августа 1795 года                | с 4 апреля до 2 августа 1795 года                | с 4 апреля до 2 августа 1795 года                | с 4 апреля до 2 августа 1795 года                | с 1 сентября до 4 ноября 1795 года               | с 1 сентября до 4 ноября 1795 года               | с 1 сентября до 4 ноября 1795 года               | [ 71 ]  |
|         | Жан Пеле (Пеле де ла Лозер) (1759—1842) фр. Jean Pelet (Pelet de la Lozère)                                                                     |                                                  |                                                  |                                                  |                                                  |                                                  | с 5 ноября 1794 года до 5 марта 1795 года        | с 5 ноября 1794 года до 5 марта 1795 года        | с 5 ноября 1794 года до 5 марта 1795 года        | с 5 ноября 1794 года до 5 марта 1795 года        | с 5 ноября 1794 года до 5 марта 1795 года        |                                                  |                                                  |                                                  |                                                  |                                                  |                                                  |                                                  |                                                  | [ 72 ]  |
|         | Франсуа-Антуан де Буасси д’Англа (1756—1826) фр. François-Antoine de Boissy d'Anglas                                                            |                                                  |                                                  |                                                  |                                                  |                                                  |                                                  | с 5 декабря 1794 года до 4 апреля 1795 года      | с 5 декабря 1794 года до 4 апреля 1795 года      | с 5 декабря 1794 года до 4 апреля 1795 года      | с 5 декабря 1794 года до 4 апреля 1795 года      | с 5 декабря 1794 года до 4 апреля 1795 года      |                                                  |                                                  | с 3 июля до 4 ноября 1795 года                   | с 3 июля до 4 ноября 1795 года                   | с 3 июля до 4 ноября 1795 года                   | с 3 июля до 4 ноября 1795 года                   | с 3 июля до 4 ноября 1795 года                   | [ 73 ]  |
|         | Эдмон-Луи-Алексис Дюбуа де Крансе (Дюбуа-Крансе) (1747—1814) фр. Edmond-Louis-Alexis Dubois de Crancé (Dubois-Crancé)                           |                                                  |                                                  |                                                  |                                                  |                                                  |                                                  | с 5 декабря 1794 года до 4 апреля 1795 года      | с 5 декабря 1794 года до 4 апреля 1795 года      | с 5 декабря 1794 года до 4 апреля 1795 года      | с 5 декабря 1794 года до 4 апреля 1795 года      | с 5 декабря 1794 года до 4 апреля 1795 года      |                                                  |                                                  |                                                  |                                                  |                                                  |                                                  |                                                  | [ 74 ]  |
|         | Андре Дюмон (1764—1838) фр. André Dumont |                                                  |                                                  |                                                  |                                                  |                                                  |                                                  | с 5 декабря 1794 года до 4 апреля 1795 года      | с 5 декабря 1794 года до 4 апреля 1795 года      | с 5 декабря 1794 года до 4 апреля 1795 года      | с 5 декабря 1794 года до 4 апреля 1795 года      | с 5 декабря 1794 года до 4 апреля 1795 года      |                                                  |                                                  |                                                  |                                                  |                                                  |                                                  |                                                  | [ 75 ]  |
|         | Жан-Пьер Шазаль (1766—1840) фр. Jean-Pierre Chazal                                                                                              |                                                  |                                                  |                                                  |                                                  |                                                  |                                                  |                                                  | с 4 января до 4 мая 1795 года                    | с 4 января до 4 мая 1795 года                    | с 4 января до 4 мая 1795 года                    | с 4 января до 4 мая 1795 года                    | с 4 января до 4 мая 1795 года                    |                                                  |                                                  |                                                  |                                                  |                                                  |                                                  | [ 76 ]  |
|         | Пьер Марек (1759—1828) фр. Pierre Marec |                                                  |                                                  |                                                  |                                                  |                                                  |                                                  |                                                  | с 4 января до 4 мая 1795 года                    | с 4 января до 4 мая 1795 года                    | с 4 января до 4 мая 1795 года                    | с 4 января до 4 мая 1795 года                    | с 4 января до 4 мая 1795 года                    | с 3 июня до 7 октября 1795 года                  | с 3 июня до 7 октября 1795 года                  | с 3 июня до 7 октября 1795 года                  | с 3 июня до 7 октября 1795 года                  | с 3 июня до 7 октября 1795 года                  |                                                  | [ 77 ]  |
|         | Жан-Пьер Лакомб (Лакомб Сен-Мишель) (1753—1812) фр. Jean-Pierre Lacombe (Lacombe Saint-Michel)                                                  |                                                  |                                                  |                                                  |                                                  |                                                  |                                                  |                                                  |                                                  | с 3 февраля до 3 июня 1795 года                  | с 3 февраля до 3 июня 1795 года                  | с 3 февраля до 3 июня 1795 года                  | с 3 февраля до 3 июня 1795 года                  | с 3 февраля до 3 июня 1795 года                  |                                                  |                                                  |                                                  |                                                  |                                                  | [ 78 ]  |
|         | Франсуа-Себастьян-Кристоф Делапорт (Лапорт) (1760—1823) фр. François Sébastien Christophe Delaporte (Laporte)                                   |                                                  |                                                  |                                                  |                                                  |                                                  |                                                  |                                                  |                                                  |                                                  | с 5 марта до 3 июля 1795 года                    | с 5 марта до 3 июля 1795 года                    | с 5 марта до 3 июля 1795 года                    | с 5 марта до 3 июля 1795 года                    | с 5 марта до 3 июля 1795 года                    |                                                  |                                                  |                                                  |                                                  | [ 79 ]  |
|         | Жан-Франсуа Рёбелль (1747—1807) фр. Jean-François Reubell                                                                                       |                                                  |                                                  |                                                  |                                                  |                                                  |                                                  |                                                  |                                                  |                                                  | с 5 марта по 3 июля 1795 года                    | с 5 марта по 3 июля 1795 года                    | с 5 марта по 3 июля 1795 года                    | с 5 марта по 3 июля 1795 года                    | с 5 марта по 3 июля 1795 года                    | со 2 августа до 4 ноября 1795 года               | со 2 августа до 4 ноября 1795 года               | со 2 августа до 4 ноября 1795 года               | со 2 августа до 4 ноября 1795 года               | [ 80 ]  |
|         | Эммануэль-Жозеф Сийес (1748—1836) фр. Emmanuel-Joseph Sieyès                                                                                    |                                                  |                                                  |                                                  |                                                  |                                                  |                                                  |                                                  |                                                  |                                                  | с 5 марта по 3 июля 1795 года                    | с 5 марта по 3 июля 1795 года                    | с 5 марта по 3 июля 1795 года                    | с 5 марта по 3 июля 1795 года                    | с 5 марта по 3 июля 1795 года                    | со 2 августа до 4 ноября 1795 года               | со 2 августа до 4 ноября 1795 года               | со 2 августа до 4 ноября 1795 года               | со 2 августа до 4 ноября 1795 года               | [ 81 ]  |
|         | Франсуа Обри (1747—1798) фр. François Aubry |                                                  |                                                  |                                                  |                                                  |                                                  |                                                  |                                                  |                                                  |                                                  |                                                  | с 4 апреля до 2 августа 1795 года                | с 4 апреля до 2 августа 1795 года                | с 4 апреля до 2 августа 1795 года                | с 4 апреля до 2 августа 1795 года                | с 4 апреля до 2 августа 1795 года                |                                                  |                                                  |                                                  | [ 82 ]  |
|         | Жак-Антуан Крёзе де Ла Туш (Крёзе-Латуш) (1753—1812) фр. Jacques Antoine Creuzé de La Touche (Creuzé-Latouche)                                  |                                                  |                                                  |                                                  |                                                  |                                                  |                                                  |                                                  |                                                  |                                                  |                                                  | с 4 апреля до 4 мая 1795 года                    | с 4 апреля до 4 мая 1795 года                    |                                                  |                                                  |                                                  |                                                  |                                                  |                                                  | [ 83 ]  |
|         | Пьер-Матурен Жиль (1762—1795) фр. Pierre Mathurin Gillet                                                                                        |                                                  |                                                  |                                                  |                                                  |                                                  |                                                  |                                                  |                                                  |                                                  |                                                  | с 4 апреля до 3 июля 1795 года                   | с 4 апреля до 3 июля 1795 года                   | с 4 апреля до 3 июля 1795 года                   | с 4 апреля до 3 июля 1795 года                   |                                                  |                                                  |                                                  |                                                  | [ 84 ]  |
|         | Денис-Туссен Лесаж (1758—1796) фр. Denis-Toussaint Lesage                                                                                       |                                                  |                                                  |                                                  |                                                  |                                                  |                                                  |                                                  |                                                  |                                                  |                                                  | с 4 апреля до 4 мая 1795 года                    | с 4 апреля до 4 мая 1795 года                    |                                                  | с 3 июля до 4 ноября 1795 года                   | с 3 июля до 4 ноября 1795 года                   | с 3 июля до 4 ноября 1795 года                   | с 3 июля до 4 ноября 1795 года                   | с 3 июля до 4 ноября 1795 года                   | [ 85 ]  |
|         | Луи-Феликс Ру (1753—1817) фр. Louis-Félix Roux                                                                                                  |                                                  |                                                  |                                                  |                                                  |                                                  |                                                  |                                                  |                                                  |                                                  |                                                  | с 4 апреля до 3 июля 1795 года                   | с 4 апреля до 3 июля 1795 года                   | с 4 апреля до 3 июля 1795 года                   | с 4 апреля до 3 июля 1795 года                   |                                                  |                                                  |                                                  |                                                  | [ 86 ]  |
|         | Жак Дефермон (Дефермон де Шапелье) (1755—1841) фр. Jacques Defermon (Defermon des Chapelieres)                                                  |                                                  |                                                  |                                                  |                                                  |                                                  |                                                  |                                                  |                                                  |                                                  |                                                  |                                                  | с 4 мая до 1 сентября 1795 года                  | с 4 мая до 1 сентября 1795 года                  | с 4 мая до 1 сентября 1795 года                  | с 4 мая до 1 сентября 1795 года                  | с 4 мая до 1 сентября 1795 года                  |                                                  |                                                  | [ 87 ]  |
|         | Луи-Густав Дульсе, граф де Понтекулан (1764—1853) фр. Louis-Gustave Doulcet, comte de Pontécoulant                                              |                                                  |                                                  |                                                  |                                                  |                                                  |                                                  |                                                  |                                                  |                                                  |                                                  |                                                  | с 4 мая до 1 сентября 1795 года                  | с 4 мая до 1 сентября 1795 года                  | с 4 мая до 1 сентября 1795 года                  | с 4 мая до 1 сентября 1795 года                  | с 4 мая до 1 сентября 1795 года                  |                                                  |                                                  | [ 88 ]  |
|         | Жак-Антуан Рабо (Рабо-Помье) (1755—1841) фр. Jacques-Antoine Rabaut (Rabaut-Pommier)                                                            |                                                  |                                                  |                                                  |                                                  |                                                  |                                                  |                                                  |                                                  |                                                  |                                                  |                                                  | с 4 мая до 1 сентября 1795 года                  | с 4 мая до 1 сентября 1795 года                  | с 4 мая до 1 сентября 1795 года                  | с 4 мая до 1 сентября 1795 года                  | с 4 мая до 1 сентября 1795 года                  |                                                  |                                                  | [ 89 ]  |
|         | Теодор Вернье (1731—1818) фр. Théodore Vernier                                                                                                  |                                                  |                                                  |                                                  |                                                  |                                                  |                                                  |                                                  |                                                  |                                                  |                                                  |                                                  | с 4 мая до 1 сентября 1795 года                  | с 4 мая до 1 сентября 1795 года                  | с 4 мая до 1 сентября 1795 года                  | с 4 мая до 1 сентября 1795 года                  | с 4 мая до 1 сентября 1795 года                  |                                                  |                                                  | [ 90 ]  |
|         | Клод-Антуан-Огюст Блад (1764—1802) фр. Claude-Antoine-Auguste Blad                                                                              |                                                  |                                                  |                                                  |                                                  |                                                  |                                                  |                                                  |                                                  |                                                  |                                                  |                                                  |                                                  | с 3 июня до 7 октября 1795 года                  | с 3 июня до 7 октября 1795 года                  | с 3 июня до 7 октября 1795 года                  | с 3 июня до 7 октября 1795 года                  | с 3 июня до 7 октября 1795 года                  |                                                  | [ 91 ]  |
|         | Франсуа-Жозеф Гамон (1767—1832) фр. François-Joseph Gamon                                                                                       |                                                  |                                                  |                                                  |                                                  |                                                  |                                                  |                                                  |                                                  |                                                  |                                                  |                                                  |                                                  | с 3 июня до 7 октября 1795 года                  | с 3 июня до 7 октября 1795 года                  | с 3 июня до 7 октября 1795 года                  | с 3 июня до 7 октября 1795 года                  | с 3 июня до 7 октября 1795 года                  |                                                  | [ 92 ]  |
|         | Пьер-Франсуа-Жоаким-Анри Ларивье (Анри-Ларивье; Ла Ривье) (1767—1832) фр. Pierre François Joachim Henry Larivière (Henry-Larivière; La Rivière) |                                                  |                                                  |                                                  |                                                  |                                                  |                                                  |                                                  |                                                  |                                                  |                                                  |                                                  |                                                  | с 3 июня до 7 октября 1795 года                  | с 3 июня до 7 октября 1795 года                  | с 3 июня до 7 октября 1795 года                  | с 3 июня до 7 октября 1795 года                  | с 3 июня до 7 октября 1795 года                  |                                                  | [ 93 ]  |
|         | Жан-Антуан-Жозеф де Бри (Дебри) (1760—1834) фр. Jean-Antoine-Joseph de Bry (Debry)                                                              |                                                  |                                                  |                                                  |                                                  |                                                  |                                                  |                                                  |                                                  |                                                  |                                                  |                                                  |                                                  |                                                  | с 3 июля до 4 ноября 1795 года                   | с 3 июля до 4 ноября 1795 года                   | с 3 июля до 4 ноября 1795 года                   | с 3 июля до 4 ноября 1795 года                   | с 3 июля до 4 ноября 1795 года                   | [ 94 ]  |
|         | Жан-Батист Луве де Кувре (1760—1797) фр. Jean-Baptiste Louvet de Couvray                                                                        |                                                  |                                                  |                                                  |                                                  |                                                  |                                                  |                                                  |                                                  |                                                  |                                                  |                                                  |                                                  |                                                  | с 3 июля до 4 ноября 1795 года                   | с 3 июля до 4 ноября 1795 года                   | с 3 июля до 4 ноября 1795 года                   | с 3 июля до 4 ноября 1795 года                   | с 3 июля до 4 ноября 1795 года                   | [ 95 ]  |
|         | Этьен-Франсуа-Луи-Оноре Ле Турнёр (Ле Турнёр де ла Манш) (1751—1817) фр. Étienne-François-Louis-Honoré Le Tourneur (Le Tourneur de la Manche)>  |                                                  |                                                  |                                                  |                                                  |                                                  |                                                  |                                                  |                                                  |                                                  |                                                  |                                                  |                                                  |                                                  |                                                  | со 2 августа до 4 ноября 1795 года               | со 2 августа до 4 ноября 1795 года               | со 2 августа до 4 ноября 1795 года               | со 2 августа до 4 ноября 1795 года               | [ 96 ]  |
|         | Теофил Берлье (1761—1844) фр. Théophile Berlier                                                                                                 |                                                  |                                                  |                                                  |                                                  |                                                  |                                                  |                                                  |                                                  |                                                  |                                                  |                                                  |                                                  |                                                  |                                                  |                                                  | с 1 сентября до 4 ноября 1795 года               | с 1 сентября до 4 ноября 1795 года               | с 1 сентября до 4 ноября 1795 года               | [ 97 ]  |
|         | Пьер-Клод-Франсуа Дону (1761—1840) фр. Pierre Claude François Daunou                                                                            |                                                  |                                                  |                                                  |                                                  |                                                  |                                                  |                                                  |                                                  |                                                  |                                                  |                                                  |                                                  |                                                  |                                                  |                                                  | с 1 сентября до 4 ноября 1795 года               | с 1 сентября до 4 ноября 1795 года               | с 1 сентября до 4 ноября 1795 года               | [ 98 ]  |
|         | Луи-Мари (де) Ла Ревельер-Лепо (1753—1824) фр. Louis-Marie (de) La Revellière-Lépeaux                                                           |                                                  |                                                  |                                                  |                                                  |                                                  |                                                  |                                                  |                                                  |                                                  |                                                  |                                                  |                                                  |                                                  |                                                  |                                                  | с 1 сентября до 4 ноября 1795 года               | с 1 сентября до 4 ноября 1795 года               | с 1 сентября до 4 ноября 1795 года               | [ 99 ]  |
|         | Мари-Жозеф-Блез де Шенье (1764—1811) фр. Marie-Joseph-Blaise de Chénier                                                                         |                                                  |                                                  |                                                  |                                                  |                                                  |                                                  |                                                  |                                                  |                                                  |                                                  |                                                  |                                                  |                                                  |                                                  |                                                  |                                                  | с 7 октября до 4 ноября 1795 года                | с 7 октября до 4 ноября 1795 года                | [ 100 ] |
|         | Шарль-Клод-Кристоф Гурдан (1744—1804) фр. Charles Claude Christophe Gourdan                                                                     |                                                  |                                                  |                                                  |                                                  |                                                  |                                                  |                                                  |                                                  |                                                  |                                                  |                                                  |                                                  |                                                  |                                                  |                                                  |                                                  | с 7 октября до 4 ноября 1795 года                | с 7 октября до 4 ноября 1795 года                | [ 101 ] |
|         | Антуан-Клер Тибодо (1765—1854) фр. Antoine-Clair Thibaudeau                                                                                     |                                                  |                                                  |                                                  |                                                  |                                                  |                                                  |                                                  |                                                  |                                                  |                                                  |                                                  |                                                  |                                                  |                                                  |                                                  |                                                  | с 7 октября до 4 ноября 1795 года                | с 7 октября до 4 ноября 1795 года                | [ 102 ] |

### Исполнительная директория (1795—1799)
В соответствии с Конституцией III года исполнительная власть была передана Исполнительной директории (фр. Directoire exécutif), состоявшей из 5 членов (фр. membres du Directoire). Поскольку полномочия имел полный состав директории, то передача дел от предшествовавших ей исполнительных органов (Комитета общественного спасения и подведомственных ему Исполнительных комиссий) была проведена после избрания 4 ноября 1795 года последнего, пятого директора. Члены директории являлись её президентами (фр. président du Directoire) по очереди на срок в три месяца, однако правил для избрания на этот пост не было установлено, и трёхмесячный срок соблюдался не строго. Пост президента не давал дополнительных полномочий, кроме хранения печати и первой подписи на документах, принятых директорией. Распределение отдельных полномочий между членами директории означало и назначение ими соответствующих министров с последующим администрированием их деятельности.
После переворота 18 брюмера VIII года (9 ноября 1799 года) директория была лишена власти, с установлением нового политического режима (консулата) во главе с Наполеоном Бонапартом.
Список директоров представлен в порядке их избрания (или кооптации). В отдельной статье также представлены их список в виде изменений составов коллегиального органа и список президентов Директории в порядке исполнения этих полномочий.
| Портрет | Имя (годы жизни) | Полномочия       | Полномочия      | Пр.     |
| Портрет | Имя (годы жизни) | Начало           | Окончание       | Пр.     |
| ------- | --- | ---------------- | --------------- | ------- |
|         | Поль-Франсуа-Жан-Никола, виконт де Баррас (1755—1829) фр. Paul François Jean Nicolas, vicomte de Barras                                       | 2 ноября 1795    | 10 ноября 1799  | [ 108 ] |
|         | Жан-Франсуа Рёбелль (1747—1807) фр. Jean-François Reubell                                                                                     | 2 ноября 1795    | 19 мая 1799     | [ 80 ]  |
|         | Луи-Мари (де) Ла Ревельер-Лепо (1753—1824) фр. Louis-Marie (de) La Revellière-Lépeaux                                                         | 2 ноября 1795    | 18 июня 1799    | [ 99 ]  |
|         | Этьен-Франсуа-Луи-Оноре Ле Турнёр (Ле Турнёр де ла Манш) (1751—1817) фр. Étienne-François-Louis-Honoré Le Tourneur (Le Tourneur de la Manche) | 2 ноября 1795    | 26 мая 1797     | [ 96 ]  |
|         | Лазар-Никола-Маргерит Карно (1753—1823) фр. Lazare-Nicolas-Marguerite Carnot                                                                  | 4 ноября 1795    | 5 сентября 1797 | [ 51 ]  |
|         | Франсуа-Мари Бартелеми (1747—1830) фр. François-Marie Barthélemy                                                                              | 26 мая 1797      | 5 сентября 1797 | [ 109 ] |
|         | Филипп-Антуан Мерлен (1754—1838) фр. Philippe-Antoine Merlin                                                                                  | 10 сентября 1797 | 18 июня 1799    | [ 68 ]  |
|         | Никола-Луи-Франсуа де Нёфшато (1750—1828) фр. Nicolas-Louis François de Neufchâteau                                                           | 10 сентября 1797 | 20 мая 1798     | [ 110 ] |
|         | Жан-Батист Трельяр (1742—1810) фр. Jean-Baptiste Treilhard                                                                                    | 20 мая 1798      | 17 июня 1799    | [ 64 ]  |
|         | Эммануэль-Жозеф Сийес (1748—1836) фр. Emmanuel-Joseph Sieyès                                                                                  | 20 мая 1799      | 10 ноября 1799  | [ 81 ]  |
|         | Луи-Жером Гойе (1746—1830) фр. Louis-Jérôme Gohier                                                                                            | 18 июня 1799     | 10 ноября 1799  | [ 111 ] |
|         | Жан-Франсуа-Огюст Мулен (1752—1810) фр. Jean-François-Auguste Moulin                                                                          | 27 июня 1799     | 10 ноября 1799  | [ 112 ] |
|         | Пьер-Роже Дюко (1747—1816) фр. Pierre-Roger Ducos                                                                                             | 1 июля 1799      | 10 ноября 1799  | [ 113 ] |

### Консулат (1799—1804)
В результате переворота 18 брюмера (9 ноября 1799 года) Исполнительная директория была лишена власти и создан консулат (фр. Consulat). Три консула, образующие консулат, возглавляли как французское государство, так и подотчётный им кабинет министров.
18 мая 1804 года возглавлявший консулат первый консул Наполеон Бонапарт был провозглашён императором французов, чему предшествовало сначала «десятилетнее» (с 25 декабря 1799 года, даты вступления в силу Конституции VIII года), а затем «пожизненное» (со 2 августа 1802 года, даты обнародования результатов плебисцита по вопросу принятия Конституции X года) консульство.
| Портрет | Имя (годы жизни)                                                                                | Должность                          | Полномочия членов консулата (консулов) | Полномочия членов консулата (консулов) | Пр.     |
| Портрет | Имя (годы жизни)                                                                                | Должность                          | Начало                                 | Окончание                              | Пр.     |
| ------- | ----------------------------------------------------------------------------------------------- | ---------------------------------- | -------------------------------------- | -------------------------------------- | ------- |
|         | Наполеон Бонапарт (1769—1821) фр. Napoléon Bonaparte, корс. Napulione Buonaparte                | первый консул фр. Premier Consul   | 10 ноября 1799                         | 18 мая 1804                            | [ 118 ] |
|         | Эммануэль-Жозеф Сийес (1748—1836) фр. Emmanuel Joseph Sieyès                                    | второй консул фр. Deuxième Consul  | 10 ноября 1799                         | 12 декабря 1799                        | [ 81 ]  |
|         | Пьер-Роже Дюко (1747—1816) фр. Pierre Roger Ducos                                               | третий консул фр. Troisième Consul | 10 ноября 1799                         | 12 декабря 1799                        | [ 113 ] |
|         | Жан-Жак-Режи де Камбасерес (1753—1824) фр. Jean-Jacques Régis de Cambacérès                     | второй консул фр. Deuxième Consul  | 12 декабря 1799                        | 18 мая 1804                            | [ 71 ]  |
|         | Шарль-Франсуа Лебрен, граф де Плезанс (1739—1824) фр. Charles-François Lebrun, duc de Plaisance | третий консул фр. Troisième Consul | 12 декабря 1799                        | 18 мая 1804                            | [ 119 ] |

## Первая империя. Первая реставрация. Сто дней. (1804—1815)
После провозглашения 18 мая 1804 года Наполеона Бонапарта императором французов (фр. Empereur des Français), в период Первой империи, им была создана институционализированная, независимая, профессиональная администрация. Согласно статье 1 Конституции XII года правление было исключительно в руках императора; окружавшие его сановники не являлись исполнительным органом (правительством в современном понимании этого термина), оставаясь группой лиц, информирующих императора до принятия решения, а затем его исполняющих.
После поражения в «войне шестой коалиции» сенат 3 апреля 1814 года провозгласил отстранение Наполеона I от власти и сформировал временное правительство из 5 сенаторов во главе с Талейраном. 6 апреля 1814 года император написал акт отречения за себя и своих наследников от престола Франции, в тот же день сенат одобрил разработанную временным правительством конституцию, представлявшую собой общественный договор между нацией и королём и объявлявшую о восстановлении на престоле династии Бурбонов. Королём был провозглашён находившийся в Англии Луи-Станислас-Ксавьер де Франс (брат казнённого Людовика XVI), коронованный как Людовик XVIII. 13 мая 1814 года прибывший в Париж монарх объявил о формировании правительства под личным началом, а 4 июня 1814 года, отвергнув предложенный сенатом проект конституции, подписал хартию, устанавливающую в стране конституционную монархию.
Находившийся в почётной ссылке на острове Эльбе Наполеон Бонапарт 1 марта 1815 года вновь высадился во Франции, и уже 20 марта вошёл в Париж, откуда ночью бежал король. Император сразу сформировал своё правительство, а 22 апреля 1815 года обнародовал Аддисиональный акт (дополнительный акт к конституции Франции, позже одобренный на референдуме 1 июня), в котором в том числе была определена роль министров.
После поражения Наполеона в битве при Ватерлоо и его повторного отречения в пользу сына (Наполеона II), 22 июня 1815 года была создана правительственная комиссия (фр. Commission de gouvernement, в печати того времени также называлась исполнительной комиссией, фр. Commission exécutive) во главе с Фуше, ставшая временным правительством страны. 7 июля 1815 года комиссия в условиях занятия Парижа иностранными войсками ушла в отставку.
|        | Портрет | Имя (годы жизни) | Полномочия    | Полномочия    | Должность или титул                                                                 | Пр.     |
| Начало | Портрет | Имя (годы жизни) | Окончание     |               | Должность или титул                                                                 | Пр.     |
| ------ | ------- | --- | ------------- | ------------- | ----------------------------------------------------------------------------------- | ------- |
| —      |         | Наполеон I (1769—1821) фр. Napoléon Ier урожд. Наполеон Бонапарт фр. Napoléon Bonaparte, корс. Napulione Buonaparte                                   | 18 мая 1804   | 3 апреля 1814 | император французов фр. Empereur des Français                                       | [ 118 ] |
| 20 (I) |         | Шарль-Морис де Талейран-Перигор (1754—1838) фр. Charles Maurice de Talleyrand-Périgord                                                                | 3 апреля 1814 | 13 мая 1814   | президент временного правительства фр. président du gouvernement provisoire         | [ 130 ] |
| —      |         | Людовик XVIII (1755—1824) фр. Louis XVIII урожд. Луи-Станислас-Ксавье де Франс, граф Прованса фр. Louis Stanislas Xavier de France, comte de Provence | 13 мая 1814   | 19 марта 1815 | король Франции и Наварры фр. Roi de France et de Navarre                            | [ 125 ] |
| —      |         | Наполеон I (1769—1821) фр. Napoléon Ier урожд. Наполеон Бонапарт фр. Napoléon Bonaparte, корс. Napulione Buonaparte                                   | 20 марта 1815 | 22 июня 1815  | император французов фр. Empereur des Français                                       | [ 118 ] |
| 21     |         | Жозеф Фуше, герцог Отрантский (1759—1820) фр. Joseph Fouché, duc d'Otrante                                                                            | 22 июня 1815  | 7 июля 1815   | президент правительственной комиссии фр. Président de la Commission de gouvernement | [ 131 ] |

## Вторая реставрация (1815—1830)
9 июля 1815 года вернувшийся на трон в ходе второй реставрации Людовик XVIII поручил возглавить правительство Талейрану, назначив его президентом Совета министров (фр. Président du Conseil des ministres) (наименование поста сохранялось до 1830 года). Правление последнего представителя династии Бурбонов Карла X было прекращено в результате Июльской революции 1830 года.
|         | Портрет | Имя (годы жизни) | Полномочия президента Совета                     | Полномочия президента Совета                     | Выборы | Пр.     |
| Начало  | Портрет | Имя (годы жизни) | Окончание                                        |                                                  | Выборы | Пр.     |
| ------- | ------- | --- | ------------------------------------------------ | ------------------------------------------------ | ------ | ------- |
| 20 (II) |         | Шарль-Морис де Талейран-Перигор (1754—1838) фр. Charles Maurice de Talleyrand-Périgord | 9 июля 1815                                      | 26 сентября 1815                                 | 1815   | [ 130 ] |
| 22 (I)  |         | Арман-Эммануэль-Софи-Септимани де Виньеро дю Плесси герцог де Ришельё (1766—1822) фр. Armand Emmanuel Sophie Septemanie de Vignerot du Plessis, duc de Richelieu (в России Эммануил Осипович де Ришельё) | 26 сентября 1815                                 | 29 декабря 1818                                  | 1815   | >       |
| 23      |         | Жан-Жозеф-Поль-Огюстен, маркиз Дессоль (1767—1828) фр. Jean Joseph Paul Augustin, Marquis Dessolles | 29 декабря 1818                                  | 19 ноября 1819                                   | 1816   | [ 135 ] |
| 24      |         | Эли-Луи Деказ (1780—1860) фр. Élie-Louis Decazes | 19 ноября 1819                                   | 20 февраля 1820                                  | 1816   | [ 136 ] |
| 22 (II) |         | Арман-Эммануэль-Софи-Септимани де Виньеро дю Плесси герцог де Ришельё (1766—1822) фр. Armand Emmanuel Sophie Septemanie de Vignerot du Plessis, duc de Richelieu (в России Эммануил Осипович де Ришельё) | 20 февраля 1820                                  | 14 декабря 1821                                  | 1820   | [ 134 ] |
| 25      |         | Жан-Батист-Гийом-Жозеф-Мари-Анн-Серафен граф де Виллель (1773—1854) фр. Jean-Baptiste Guillaume Joseph Marie Anne Séraphin, comte de Villèle                                                             | 14 декабря 1821                                  | 4 января 1828                                    | 1820   | [ 137 ] |
| 25      | 1824    | Жан-Батист-Гийом-Жозеф-Мари-Анн-Серафен граф де Виллель (1773—1854) фр. Jean-Baptiste Guillaume Joseph Marie Anne Séraphin, comte de Villèle                                                             | 14 декабря 1821                                  | 4 января 1828                                    |        | [ 137 ] |
| 26      |         | Жан-Батист-Сильвер-Гэ виконт де Мартиньяк (1778—1832) фр. Jean-Baptiste Sylvère Gay, vicomte de Martignac                                                                                                | 4 января 1828                                    | 8 августа 1829                                   | 1827   | [ 138 ] |
| 27      |         | Жюль-Огюст-Арман-Мари де Полиньяк граф де Полиньяк (1780—1847) фр. Jules Auguste Armand Marie de Polignac, comte de Polignac                                                                             | 8 августа 1829                                   | 29 июля 1830                                     | 1827   | [ 139 ] |
| 28      |         | Казимир-Луи-Викторьен де Рошешуар принц де Тонне-Шаран, герцог де Мортемар (1787—1875) фр. Casimir-Louis-Victurnien de Rochechouart, prince de Tonnay-Charente, duc de Mortemart                         | 29 июля 1830 (фактически не вступил в должность) | 29 июля 1830 (фактически не вступил в должность) | 1827   | [ 140 ] |

## Июльская монархия (1830—1848)
Июльской монархией (фр. monarchie de Juillet) принято называть период истории Франции от Июльской революции 1830 года, завершившей режим Реставрации, до Февральской революции 1848 года, установившей Вторую республику.
Произошёл переход власти от дома Бурбонов к его младшей ветви, Орлеанскому дому, на трон был возведён Луи-Филипп, герцог Орлеанский, — 30 июля 1830 года как «наместник королевства», 9 августа — как король французов (фр. roi des Français, сменив исторический титул короля Франции и Наварры, фр. roi de France et de Navarre).
Временное правительство было создано 1 августа 1830 года, через 10 дней оно было заменено сформированным новым королём кабинетом без установления поста его главы, позже руководство кабинетом было передано назначаемому монархом президенту Совета. 14 августа была опубликована обновлённая Хартия, расширившая компетенцию парламента и установившая ответственность министерств.
В начале революции 1848 года, накануне отречения короля и провозглашения Второй республики 24 февраля 1848 года, формирование правительства в течение одного дня было поручено сначала Моле, затем Тьеру. В тот же день было создано временное республиканское правительство, вставшее во главе государства.
|                | Портрет         | Имя (годы жизни) | Полномочия президента Совета                 | Полномочия президента Совета                 | Выборы        | Пр.     |
| Начало         | Портрет         | Имя (годы жизни) | Окончание                                    |                                              | Выборы        | Пр.     |
| -------------- | --------------- | --- | -------------------------------------------- | -------------------------------------------- | ------------- | ------- |
| и. о. (врем.)  |                 | Жак-Шарль Дюпон де л’Эр (1773—1850) фр. Jacques Charles Dupont de l'Eure                                                           | 1 августа 1830                               | 11 августа 1830                              | 1830          | [ 146 ] |
| и. о. (—)      | 11 августа 1830 | Жак-Шарль Дюпон де л’Эр (1773—1850) фр. Jacques Charles Dupont de l'Eure                                                           | 2 ноября 1830                                |                                              | 1830          | [ 146 ] |
| 29             |                 | Жак Лаффитт (1767—1844) фр. Jacques Laffitte                                                                                       | 2 ноября 1830                                | 13 марта 1831                                | 1830          | [ 147 ] |
| 30             |                 | Казимир-Пьер Перье (1777—1832) фр. Casimir Pierre Périer                                                                           | 13 марта 1831                                | 16 мая 1832                                  | 1830          | [ 148 ] |
| 30             | 1831            | Казимир-Пьер Перье (1777—1832) фр. Casimir Pierre Périer                                                                           | 13 марта 1831                                | 16 мая 1832                                  |               | [ 148 ] |
| —              |                 | Луи-Филипп I (1773—1850) фр. Louis-Philippe I                                                                                      | 16 мая 1832                                  | 11 октября 1832                              | [ 149 ]       |         |
| 31 (I)         |                 | маршал Никола Жан де Дьё Сульт, герцог Далматский (1769—1851) фр. Nicolas Jean-de-Dieu Soult, duc de Dalmatie                      | 11 октября 1832                              | 18 июля 1834                                 | [ 150 ]       |         |
| 32             |                 | маршал граф Этьен Морис Жерар (1773—1852) фр. Étienne Maurice, comte Gérard                                                        | 18 июля 1834                                 | 10 ноября 1834                               | 1834          | [ 151 ] |
| 33             |                 | Юг-Бернар Маре, герцог Бассано (1763—1839) фр. Hugues-Bernard Maret, duc de Bassano                                                | 10 ноября 1834                               | 18 ноября 1834                               | 1834          | [ 152 ] |
| 34             |                 | маршал Эдуар Адольф Казимир Жозеф Мортье, герцог Тревизский (1768—1835) фр. Adolphe Édouard Casimir Joseph Mortier, duc de Trévise | 18 ноября 1834                               | 12 марта 1835                                | 1834          | [ 153 ] |
| 35             |                 | герцог Ашиль-Шарль-Леонс-Виктор де Брольи (1785—1870) фр. Achille-Charles-Léonce-Victor, duc de Broglie                            | 12 марта 1835                                | 22 февраля 1836                              | 1834          | [ 154 ] |
| 36 (I)         |                 | Адольф Тьер (1797—1877) фр. Marie Joseph Louis Adolphe Thiers                                                                      | 22 февраля 1836                              | 6 сентября 1836                              | 1834          | [ 155 ] |
| 37 (I, II)     |                 | граф Луи-Матьё Моле (1781—1855) фр. Louis Mathieu, comte Molé                                                                      | 6 сентября 1836                              | 15 апреля 1837                               | 1834          | [ 156 ] |
| 37 (I, II)     | 15 апреля 1837  | граф Луи-Матьё Моле (1781—1855) фр. Louis Mathieu, comte Molé                                                                      | 31 марта 1839                                | 1837                                         |               | [ 156 ] |
| и. о. (перех.) |                 | граф Адриен де Гаспарен (1783—1862) фр. Adrien Étienne Pierre, comte de Gasparin                                                   | 31 марта 1839                                | 1837                                         | 31 марта 1839 | [ 157 ] |
| и. о. (перех.) |                 | Луи-Гаспар-Амеде, барон Жиро де л’Эн (1771—1847) фр. Louis Gaspard Amédée, baron Girod de l'Ain                                    | 31 марта 1839                                | 1837                                         | 12 мая 1839   | [ 158 ] |
| 31 (II)        |                 | маршал Никола Жан де Дьё Сульт, герцог Далматский (1769—1851) фр. Nicolas Jean-de-Dieu Soult, duc de Dalmatie                      | 12 мая 1839                                  | 1 марта 1840                                 | 1839          | [ 150 ] |
| 36 (II)        |                 | Адольф Тьер (1797—1877) фр. Marie Joseph Louis Adolphe Thiers                                                                      | 1 марта 1840                                 | 29 октября 1840                              | 1839          | [ 155 ] |
| 31 (III)       |                 | маршал Никола Жан де Дьё Сульт, герцог Далматский (1769—1851) фр. Nicolas Jean-de-Dieu Soult, duc de Dalmatie                      | 29 октября 1840                              | 19 сентября 1847                             | 1839          | [ 150 ] |
| 31 (III)       | 1842            | маршал Никола Жан де Дьё Сульт, герцог Далматский (1769—1851) фр. Nicolas Jean-de-Dieu Soult, duc de Dalmatie                      | 29 октября 1840                              | 19 сентября 1847                             |               | [ 150 ] |
| 31 (III)       | 1846            | маршал Никола Жан де Дьё Сульт, герцог Далматский (1769—1851) фр. Nicolas Jean-de-Dieu Soult, duc de Dalmatie                      | 29 октября 1840                              | 19 сентября 1847                             |               | [ 150 ] |
| 38             |                 | Франсуа Гизо (1787—1874) фр. François Pierre Guillaume Guizot                                                                      | 19 сентября 1847                             | 24 февраля 1848                              | [ 159 ]       |         |
| 37 (—)         |                 | граф Луи-Матьё Моле (1781—1855) фр. Louis Mathieu, comte Molé                                                                      | 24 февраля 1848 (кабинет сформирован не был) | 24 февраля 1848 (кабинет сформирован не был) | [ 156 ]       |         |
| 36 (—)         |                 | Адольф Тьер (1797—1877) фр. Marie Joseph Louis Adolphe Thiers                                                                      | 24 февраля 1848 (кабинет сформирован не был) | 24 февраля 1848 (кабинет сформирован не был) | [ 155 ]       |         |

## Вторая республика (1848—1852)
В начале революции 1848 года, после отречения короля и провозглашения республики 24 февраля 1848 года, было сформировано временное правительство, вставшее во главе государства. 9 мая 1848 года его сменила исполнительная комиссия, также ставшая коллективным главой государства, которая 11 мая назначила министров. После начала июньского восстания 23 июня 1848 года военному министру Кавеньяку было вверено командование военными силами; на следующий день исполнительная комиссия сложила полномочия, и учредительное собрание передало ему диктаторские полномочия. 26 июня восстание было подавлено, 29 июня Кавеньяк сложил полномочия диктатора и был назначен главой правительства. 28 октября 1848 года была утверждена республиканская конституция, возложившая руководство правительством на президента республики, который мог поручить формирование кабинета другому лицу, де-факто наделяя его полномочиями главы Совета.
Избранный 10 декабря 1848 года президентом Луи-Наполеон Бонапарт 2 декабря 1851 года совершил государственный переворот, распустив законодательное собрание. Плебисцит, проведённый 20 декабря 1851 года, вручил ему «необходимую власть для проведения в жизнь конституции на началах, предложенных в его прокламации 2 декабря», включая положение ответственности министров только перед избираемым на 10 лет президентом.
14 января 1852 года изменения были опубликованы в виде составленной Л.-Н. Бонапартом новой конституции, по которой руководство деятельностью возглавляемого президентом республики правительства возлагалось на государственного министра (фр. Ministre d'État). 7 ноября 1852 года сенат провозгласил восстановление империи; проведённый 21 ноября плебисцит утвердил это постановление, и 2 декабря принявший тронное имя Наполеон III был провозглашён «милостью Божией и волей народа императором французов».
|            | Портрет        | Имя (годы жизни) | Полномочия      | Полномочия                                | Должность                                                                  | Выборы                                                          | Пр.     |
| Начало     | Портрет        | Имя (годы жизни) | Окончание       |                                           | Должность                                                                  | Выборы                                                          | Пр.     |
| ---------- | -------------- | --- | --------------- | ----------------------------------------- | -------------------------------------------------------------------------- | --------------------------------------------------------------- | ------- |
| 39         |                | Жак-Шарль Дюпон де л’Эр (1773—1850) фр. Jacques Charles Dupont de l'Eure                                                               | 24 февраля 1848 | 9 мая 1848                                | президент Совета министров фр. Président du Conseil des Ministres          | 1848                                                            | [ 146 ] |
| 40         |                | Доминик-Франсуа-Жан Араго (1786—1853) фр. Dominique François Jean Arago                                                                | 9 мая 1848      | 24 июня 1848                              | президент исполнительной комиссии фр. Président de la Commission exécutive | 1848                                                            | [ 174 ] |
| 41 (I—II)  |                | генерал Луи-Эжен Кавеньяк (1802—1857) фр. Louis Eugène Cavaignac                                                                       | 24 июня 1848    | 29 июня 1848                              | глава исполнительной власти фр. Chef du Pouvoir exécutif                   | 1848                                                            | [ 175 ] |
| 41 (I—II)  | 29 июня 1848   | генерал Луи-Эжен Кавеньяк (1802—1857) фр. Louis Eugène Cavaignac                                                                       | 20 декабря 1848 | президент Совета фр. Président du Conseil |                                                                            | 1848                                                            | [ 175 ] |
| 42 (I —II) |                | Иасинт-Камиль-Одилон Барро (1791—1873) фр. Hyacinthe Camille Odilon Barrot                                                             | 20 декабря 1848 | президент Совета фр. Président du Conseil | 2 июня 1849                                                                | 1848                                                            | [ 176 ] |
| 42 (I —II) | 2 июня 1849    | Иасинт-Камиль-Одилон Барро (1791—1873) фр. Hyacinthe Camille Odilon Barrot                                                             | 31 октября 1849 | президент Совета фр. Président du Conseil | 1849                                                                       |                                                                 | [ 176 ] |
| 43         |                | Альфонс-Анри, граф д’Отпуль (1789—1865) фр. Alphonse Henri, comte d'Hautpoul                                                           | 31 октября 1849 | 24 января 1851                            | 1849                                                                       | президент Совета (де-факто) фр. Président du Conseil (de facto) | [ 177 ] |
| мал.       |                | Луи-Наполеон Бонапарт (1808—1873) фр. Louis-Napoléon Bonaparte урожд. Шарль-Луи Наполеон Бонапарт фр. Charles-Louis Napoléon Bonaparte | 24 января 1851  | 10 апреля 1851                            | 1849                                                                       | президент Совета (де-факто) фр. Président du Conseil (de facto) | [ 173 ] |
| 44         |                | Леонар-Жозеф-Леон Фоше (1803—1854) фр. Léonard Joseph Léon Faucher                                                                     | 10 апреля 1851  | 26 октября 1851                           | 1849                                                                       | президент Совета (де-факто) фр. Président du Conseil (de facto) | [ 178 ] |
| посл.      |                | Луи-Наполеон Бонапарт (1808—1873) фр. Louis-Napoléon Bonaparte урожд. Шарль-Луи Наполеон Бонапарт фр. Charles-Louis Napoléon Bonaparte | 26 октября 1851 | 2 декабря 1851                            | 1849                                                                       | президент Совета (де-факто) фр. Président du Conseil (de facto) | [ 173 ] |
| ЛН (1)     | 2 декабря 1851 | Луи-Наполеон Бонапарт (1808—1873) фр. Louis-Napoléon Bonaparte урожд. Шарль-Луи Наполеон Бонапарт фр. Charles-Louis Napoléon Bonaparte | 22 января 1852  |                                           | 1849                                                                       | президент Совета (де-факто) фр. Président du Conseil (de facto) | [ 173 ] |
| ЛН (2)     |                | Франсуа-Ксавье-Жозеф, граф де Касабьянка (1796—1881) фр. François-Xavier Joseph, comte de Casabianca                                   | 22 января 1852  | 30 июля 1852                              | 1849                                                                       | государственный министр фр. Ministre d'État                     | [ 179 ] |
| ЛН (2)     |                | Ашиль Маркюс Фульд (1800—1867) фр. Achille Marcus Fould                                                                                | 30 июля 1852    | 2 декабря 1852                            | 1852                                                                       | государственный министр фр. Ministre d'État                     | [ 180 ] |

## Вторая империя (1852—1870)
Вторая империя (фр. Second Empire, официально — Империя французов, Empire des Français) — период бонапартистской диктатуры в истории Франции с 2 декабря 1852 года, дня провозглашения Наполеона III императором, до её свержения Сентябрьской революцией после того, как Наполеон III в ходе франко-прусской войны попал в немецкий плен под Седаном 2 сентября 1870 года и на заседании законодательного корпуса утром 4 сентября ворвавшаяся в палату толпа провозгласила республику и назначила «правительство национальной обороны».
Первоначально республиканская конституция 1852 года была модифицирована в монархическую. Руководство деятельностью возглавляемого императором правительства возлагалось сначала на государственного министра (фр. Ministre d'État), после 17 июля 1869 года — на хранителя печати (фр. Gardes des sceaux), возглавляющего министерство юстиции.
|        | Портрет | Имя (годы жизни) | Полномочия главы кабинета | Полномочия главы кабинета | Должность                                                                                               | Выборы  | Пр.     |
| Начало | Портрет | Имя (годы жизни) | Окончание                 |                           | Должность                                                                                               | Выборы  | Пр.     |
| ------ | ------- | --- | ------------------------- | ------------------------- | --- | ------- | ------- |
| НЛ (3) |         | Ашиль Маркюс Фульд (1800—1867) фр. Achille Marcus Fould | 2 декабря 1852            | 23 ноября 1860            | государственный министр фр. Ministre d'État                                                             | (1852)  | [ 180 ] |
| НЛ (3) | 1857    | Ашиль Маркюс Фульд (1800—1867) фр. Achille Marcus Fould | 2 декабря 1852            | 23 ноября 1860            | государственный министр фр. Ministre d'État                                                             |         | [ 180 ] |
| НЛ (3) |         | Александр-Флориан-Жозеф, граф Колонна-Валевски (1810—1868) фр. Alexandre Florian Joseph, comte Colonna-Walewski                                                                        | 23 ноября 1860            | 23 июня 1863              | государственный министр фр. Ministre d'État                                                             | [ 184 ] |         |
| НЛ (3) |         | Адольф-Огюст-Мари Бийо (1805—1863) фр. Adolphe-Augustin-Marie Billault | 23 июня 1863              | 13 октября 1863           | государственный министр фр. Ministre d'État                                                             | 1863    | [ 185 ] |
| НЛ (3) |         | Эжен Руэ (1814—1884) фр. Eugène Rouher | 13 октября 1863           | 17 июля 1869              | государственный министр фр. Ministre d'État                                                             | 1863    | [ 186 ] |
| НЛ (4) | 100     | Жан-Батист-Мари Дювержье (1792—1877) фр. Jean-Baptiste-Marie Duvergier | 17 июля 1869              | 2 января 1870             | хранитель печати, министр юстиции и культа фр. Gardes des sceaux, ministres de la justice et des cultes | 1869    | [ 187 ] |
| 45     |         | Оливье-Эмиль Оливье (1825—1913) фр. Olivier Émile Ollivier | 2 января 1870             | 9 августа 1870            | хранитель печати, министр юстиции и культа фр. Gardes des sceaux, ministres de la justice et des cultes | 1869    | [ 188 ] |
| 46     |         | дивизионный генерал Шарль-Гийом-Мари-Апполлинер-Антуан Кузен-Монтабан, граф де Паликао (1796—1878) фр. Charles Guillaume Marie Appollinaire Antoine Cousin Montauban, comte de Palikao | 9 августа 1870            | 2 сентября 1870           | хранитель печати, министр юстиции и культа фр. Gardes des sceaux, ministres de la justice et des cultes | 1869    | [ 189 ] |

## Третья республика (1870—1940)
Третья республика (фр. Troisième République) — политический режим, существовавший во Франции с 4 сентября 1870 года по 10 июля 1940 года.
Когда после битвы при Седане в ходе франко-прусской войны Наполеон III 2 сентября 1870 года сдался в плен, на заседании законодательного корпуса в ночь с 3 на 4 сентября Ж. Фавр предложил низложить императора и избрать временное правительство. Ворвавшейся утром в палату толпой была провозглашена республика; в тот же депутаты назначили «Правительство национальной обороны». После капитуляции Парижа (28 января 1871 года) правительство назначило на 8 февраля выборы в Национальное собрание, прошедшие с согласия немцев. 13 февраля правительство сложило свои полномочия перед национальным собранием, глава которого таким образом стал главой законодательной и исполнительной власти. 17 февраля 1871 года Национальное собрание избрало «главой исполнительной власти Французской республики» А. Тьера, который 19 февраля назначил министров под руководством президента Государственного совета (фр. président du Conseil d'Etat) Ж.-А. Дюфора. После утверждения 31 августа Тьера президентом республики правительство было модифицировано и Дюфор 2 сентября 1871 года занял пост вице-президента Совета (фр. vice-président du Conseil).
С формирования 9 марта 1876 года четвёртого кабинета Ж.-А.-С. Дюфора должность главы правительства стала называться президент Совета (фр. président du Conseil), однако пост вице-президента Совета с рядом самостоятельных полномочий по руководству кабинетом, существовал позже в нескольких правительственных составах.
В условиях поражения французской армии и оккупации Парижа Германией с 10 июня 1940 года кабинет Ж.-П. Рейно работал в Туре, с 14 июня — в Бордо, где 16 июня был заменён кабинетом маршала А.-Ф. Петена, который с 1 июля продолжил работу в Виши. 11 июля 1940 года в этом городе было созвано Национальное собрание Франции, отрешившее президента А. Лебрена от власти и передавшее диктаторские полномочия «главе государства» Петену, что означало де-факто конец Третьей республики и установление коллаборационистского режима Виши.
|                  | Портрет | Имя (годы жизни) | Полномочия президента Совета (со 2 сентября 1871 года до 9 марта 1876 года — вице-президента Совета) | Полномочия президента Совета (со 2 сентября 1871 года до 9 марта 1876 года — вице-президента Совета) | Партия | Выборы | Пр.     |
| Начало           | Портрет | Имя (годы жизни) | Окончание                                                                                            | | Партия | Выборы | Пр.     |
| ---------------- | --- | --- | --- | --- | --- | --- | ------- |
| 47               | | дивизионный генерал Луи-Жюль Трошю (1815—1896) фр. Louis Jules Trochu (председатель правительства национальной обороны)                                            | 4 сентября 1870                                                                                      | 13 февраля 1871 | независимый | | [ 204 ] |
| —                | | Дени-Эне-Роз-Эммануэль, граф Бенуа д’Ази (1796—1880) фр. Denis Aimé Rose Emmanuel, comte Benoist d'Azy (исполняющий обязанности президента Национального собрания) | 13 февраля 1871                                                                                      | 16 февраля 1871 | независимый | 1871, февраль | [ 205 ] |
| —                | | Франсуа-Поль-Жюль Греви (1807—1891) фр. François Paul Jules Grévy (президент Национального собрания)                                                               | 16 февраля 1871                                                                                      | 17 февраля 1871 | независимый | 1871, февраль | [ 206 ] |
| —                | | Мари-Жозеф-Луи-Адольф Тьер (1797—1877) фр. Marie Joseph Louis Adolphe Thiers (глава исполнительной власти)                                                         | 17 февраля 1871                                                                                      | 19 февраля 1871 | независимый | 1871, февраль | [ 207 ] |
| 48 (I)           | | Жюль-Арман-Станислас Дюфор (1798—1881) фр. Jules Armand Stanislas Dufaure                                                                                          | 19 февраля 1871                                                                                      | 2 сентября] 1871 | независимый | 1871, февраль | [ 208 ] |
| 48 (I)           | 2 сентября 1871 | Жюль-Арман-Станислас Дюфор (1798—1881) фр. Jules Armand Stanislas Dufaure                                                                                          | 18 мая 1873                                                                                          | 1871, июль | независимый | | [ 208 ] |
| (II)             | 18 мая 1873 | Жюль-Арман-Станислас Дюфор (1798—1881) фр. Jules Armand Stanislas Dufaure                                                                                          | 24 мая 1873                                                                                          | 1871, июль | независимый | | [ 208 ] |
| 49 (I, II)       | | Жак-Виктор-Альбер, герцог де Брольи (1821—1901) фр. Jacques Victor Albert, duc de Broglie                                                                          | 25 мая 1873                                                                                          | 1871, июль | независимый | 24 ноября 1873 | [ 209 ] |
| 49 (I, II)       | 26 ноября 1873 | Жак-Виктор-Альбер, герцог де Брольи (1821—1901) фр. Jacques Victor Albert, duc de Broglie                                                                          | 18 мая 1874                                                                                          | 1871, июль | независимый | | [ 209 ] |
| 50               | | дивизионный генерал Эрнест-Луи-Октав Курто де Сиссе (1810—1882) фр. Ernest Louis Octave Courtot de Cissey                                                          | 22 мая 1874                                                                                          | 1871, июль | независимый | 25 февраля 1875 | [ 210 ] |
| 51               | | Луи-Жозеф Бюффе (1818—1898) фр. Louis Joseph Buffet | 10 марта 1875                                                                                        | 1871, июль | независимый | 23 февраля 1876 | [ 211 ] |
| 48 (III, IV)     | | Жюль-Арман-Станислас Дюфор (1798—1881) фр. Jules Armand Stanislas Dufaure                                                                                          | 23 февраля 1876                                                                                      | 1871, июль | независимый | 9 марта 1876 | [ 208 ] |
| 48 (III, IV)     | 9 марта 1876 | Жюль-Арман-Станислас Дюфор (1798—1881) фр. Jules Armand Stanislas Dufaure                                                                                          | 3 декабря 1876                                                                                       | 1871, июль | независимый | | [ 208 ] |
| 52               | | Жюль Симон (1814—1896) фр. Jules Simon урожд. Жюль-Франсуа Сюис фр. Jules François Suisse)                                                                         | 12 декабря 1876                                                                                      | 16 мая 1877 | независимый | 1876 | [ 212 ] |
| 49 (III)         | | Жак-Виктор-Альбер, герцог де Брольи (1821—1901) фр. Jacques Victor Albert, duc de Broglie                                                                          | 17 мая 1877                                                                                          | 19 ноября 1877 | независимый | 1876 | [ 209 ] |
| 53               | | Гаэтан де Гримоде де Рошбуэ (1813—1899) фр. Gaëtan de Grimaudet de Rochebouët                                                                                      | 23 ноября 1877                                                                                       | 13 декабря 1877 | независимый | 1877 | [ 213 ] |
| 48 (V)           | | Жюль-Арман-Станислас Дюфор (1798—1881) фр. Jules Armand Stanislas Dufaure                                                                                          | 13 декабря 1877                                                                                      | 30 января 1879 | независимый | 1877 | [ 208 ] |
| 54               | | Вийан-Анри Вадденгтон (1826—1894) фр. William Henry Waddington | 4 февраля 1879                                                                                       | 21 декабря 1879 | независимый | 1877 | [ 214 ] |
| 55 (I)           | | Луи-Шарль де Сольс де Фрейсине (1828—1923) фр. Louis Charles de Saulces de Freycinet                                                                               | 28 декабря 1879                                                                                      | 19 сентября 1880 | независимый | 1877 | [ 215 ] |
| 56 (I)           | | Жюль-Франсуа-Камиль Ферри (1832—1893) фр. Jules François Camille Ferry                                                                                             | 23 сентября 1880                                                                                     | 10 ноября 1881 | независимый | 1877 | [ 216 ] |
| 57               | | Леон-Мишель Гамбетта (1838—1882) фр. Léon Michel Gambetta | 14 ноября 1881                                                                                       | 26 января 1882 | независимый | 1881 | [ 217 ] |
| 55 (II)          | | Луи-Шарль де Сольс де Фрейсине (1828—1923) фр. Louis Charles de Saulces de Freycinet                                                                               | 30 января 1882                                                                                       | 29 июля 1882 | независимый | 1881 | [ 215 ] |
| 58               | | Шарль-Теодор-Эжен Дюклерк (1812—1888) фр. Charles Théodore Eugène Duclerc                                                                                          | 7 августа 1882                                                                                       | 28 января 1883 | независимый | 1881 | [ 218 ] |
| 59               | | Клеман-Арман Фальер (1841—1931) фр. Clément Armand Fallières | 29 января 1883                                                                                       | 17 февраля 1883 | независимый | 1881 | [ 219 ] |
| 56 (II)          | | Жюль-Франсуа-Камиль Ферри (1832—1893) фр. Jules François Camille Ferry                                                                                             | 21 февраля 1883                                                                                      | 30 марта 1885 | независимый | 1881 | [ 216 ] |
| 60 (I)           | | Эжен-Анри Бриссон (1835—1912) фр. Eugène Henri Brisson | 6 апреля 1885                                                                                        | 29 декабря 1885 | независимый | 1881 | [ 220 ] |
| 55 (III)         | | Луи-Шарль де Сольс де Фрейсине (1828—1923) фр. Louis Charles de Saulces de Freycinet                                                                               | 7 января 1886                                                                                        | 3 декабря 1886 | независимый | 1885 | [ 215 ] |
| 61               | | Рене Гобле (1828—1905) фр. René Goblet | 11 декабря 1886                                                                                      | 17 мая 1887 | независимый | 1885 | [ 221 ] |
| 62 (I)           | | Морис-Пьер Рувье (1842—1911) фр. Maurice Pierre Rouvier | 30 мая 1887                                                                                          | 4 декабря 1887 | независимый | 1885 | [ 222 ] |
| 63 (I)           | | Пьер-Эмманюэль Тирар (1827—1893) фр. Pierre Emmanuel Tirard | 11 декабря 1887                                                                                      | 30 марта 1888 | независимый | 1885 | [ 223 ] |
| 64               | | Шарль-Тома Флоке (1828—1896) фр. Charles Thomas Floquet | 3 апреля 1888                                                                                        | 14 февраля 1889 | независимый | 1885 | [ 224 ] |
| 63 (II)          | | Пьер-Эмманюэль Тирар (1827—1893) фр. Pierre Emmanuel Tirard | 22 февраля 1889                                                                                      | 13 марта 1890 | независимый | 1885 | [ 223 ] |
| 63 (II)          | 1889 | Пьер-Эмманюэль Тирар (1827—1893) фр. Pierre Emmanuel Tirard | 22 февраля 1889                                                                                      | 13 марта 1890 | независимый | | [ 223 ] |
| 55 (IV)          | | Луи-Шарль де Сольс де Фрейсине (1828—1923) фр. Louis Charles de Saulces de Freycinet                                                                               | 17 марта 1890                                                                                        | 18 февраля 1892 | независимый | [ 215 ] |         |
| 65               | | Эмиль-Франсуа Лубе (1838—1929) фр. Émile François Loubet | 27 февраля 1892                                                                                      | 18 ноября 1892 | независимый | [ 225 ] |         |
| 66 (I, II)       | | Александр-Феликс-Жозеф Рибо (1842—1923) фр. Alexandre Félix Joseph Ribot                                                                                           | 6 декабря 1892                                                                                       | 10 января 1893 | независимый | [ 226 ] |         |
| 66 (I, II)       | 11 января 1893 | Александр-Феликс-Жозеф Рибо (1842—1923) фр. Alexandre Félix Joseph Ribot                                                                                           | 30 марта 1893                                                                                        | | независимый | [ 226 ] |         |
| 67 (I)           | | Шарль-Александр Дюпюи (1851—1923) фр. Charles-Alexandre Dupuy | 4 апреля 1893                                                                                        | 23 ноября 1893 | независимый | [ 227 ] |         |
| 68               | | Жан-Поль-Пьер-Казимир Казимир-Перье (1847—1907) фр. Jean Paul Pierre Casimir Casimir-Perier                                                                        | 3 декабря 1893                                                                                       | 22 мая 1894 | независимый | 1893 | [ 228 ] |
| 67 (II, III)     | | Шарль-Александр Дюпюи (1851—1923) фр. Charles-Alexandre Dupuy | 30 мая 1894                                                                                          | 25 июня 1894 | независимый | 1893 | [ 227 ] |
| 67 (II, III)     | 25 июня 1894 | Шарль-Александр Дюпюи (1851—1923) фр. Charles-Alexandre Dupuy | 15 января 1895                                                                                       | | независимый | 1893 | [ 227 ] |
| 66 (III)         | | Александр-Феликс-Жозеф Рибо (1842—1923) фр. Alexandre Félix Joseph Ribot                                                                                           | 6 января 1895                                                                                        | 28 октября 1895 | независимый | 1893 | [ 226 ] |
| 69               | | Леон-Виктор-Огюст Буржуа (1851—1925) фр. Léon Victor Auguste Bourgeois                                                                                             | 1 ноября 1895                                                                                        | 23 апреля 1896 | независимый | 1893 | [ 229 ] |
| 70               | | Феликс-Жюль Мелен (1838—1925) фр. Félix Jules Méline | 28 апреля 1896                                                                                       | 28 июня 1898 | независимый | 1893 | [ 230 ] |
| 60 (II)          | | Эжен-Анри Бриссон (1835—1912) фр. Eugène Henri Brisson | 28 июня 1898                                                                                         | 26 октября 1898 | независимый | 1898 | [ 220 ] |
| 67 (IV, V)       | | Шарль-Александр Дюпюи (1851—1923) фр. Charles-Alexandre Dupuy | 1 ноября 1898                                                                                        | 18 февраля 1899 | независимый | 1898 | [ 227 ] |
| 67 (IV, V)       | 18 февраля 1899 | Шарль-Александр Дюпюи (1851—1923) фр. Charles-Alexandre Dupuy | 12 июня 1899                                                                                         | | независимый | 1898 | [ 227 ] |
| 71               | | Пьер-Мари-Рене-Эрнест Вальдек-Руссо (1846—1904) фр. Pierre Marie René Ernest Waldeck-Rousseau                                                                      | 22 июня 1899                                                                                         | 3 июня 1902 | независимый | 1898 | [ 231 ] |
|                  | Демократический республиканский альянс в коалиции с Республиканской, радикальной и радикально-социалистической партией, Французской социалистической партией и независимыми радикалами | Пьер-Мари-Рене-Эрнест Вальдек-Руссо (1846—1904) фр. Pierre Marie René Ernest Waldeck-Rousseau                                                                      | 22 июня 1899                                                                                         | 3 июня 1902 | | 1898 | [ 231 ] |
| 72               | | Эмиль-Жюстен-Луи Комб (1835—1921) фр. Émile Justin Louis Combes | 3 июня 1902                                                                                          | 18 января 1905 | Республиканская, радикальная и радикально-социалистическая партия в коалиции с Демократическии республиканским альянсом и независимыми радикалами | 1902 | [ 232 ] |
| 62 (II, III)     | | Морис-Пьер Рувье (1842—1911) фр. Maurice Pierre Rouvier | 24 января 1905                                                                                       | 18 февраля 1906 | Демократический республиканский альянс в коалиции с Республиканской, радикальной и радикально-социалистической партией и независимыми радикалами | 1902 | [ 222 ] |
| 62 (II, III)     | 18 февраля 1906 | Морис-Пьер Рувье (1842—1911) фр. Maurice Pierre Rouvier | 7 марта 1906                                                                                         | | Демократический республиканский альянс в коалиции с Республиканской, радикальной и радикально-социалистической партией и независимыми радикалами | 1902 | [ 222 ] |
| 73               | | Жан-Мари-Фердинанд Саррьен (1840—1915) фр. Jean Marie Ferdinand Sarrien                                                                                            | 14 марта 1906                                                                                        | 20 октября 1906 | Республиканская, радикальная и радикально-социалистическая партия в коалиции с Демократическим республиканским альянсом и независимыми радикалами | 1902 | [ 233 ] |
| 74 (I)           | | Жорж-Бенжамен Клемансо (1841—1929) фр. Georges Benjamin Clemenceau                                                                                                 | 25 октября 1906                                                                                      | 20 июля 1909 | независимый с участием Республиканской, радикальной и радикально-социалистической партии, Демократического республиканского альянса и независимых радикалов и социалистов | 1906 | [ 234 ] |
| 75 (I, II)       | | Аристид Бриан (1862—1932) фр. Aristide Briand | 24 июля 1909                                                                                         | 3 ноября 1910 | независимый с участием Республиканской, радикальной и радикально-социалистической партии, Демократического республиканского альянса и независимых радикалов и социалистов | 1906 | [ 235 ] |
|                  | 3 ноября 1910 | Аристид Бриан (1862—1932) фр. Aristide Briand | 2 марта 1911                                                                                         | Республиканская социалистическая партия в коалиции с Республиканской, радикальной и радикально-социалистической партией, Демократическим республиканским альянсом и независимыми радикалами                                                                                             | 1910 | | [ 235 ] |
| 76               | | Антуан-Эмманюэль-Эрнест Монис (1846—1929) фр. Antoine Emmanuel Ernest Monis                                                                                        | 2 марта 1911                                                                                         | 23 июня 1911 | 1910 | Республиканская, радикальная и радикально-социалистическая партия в коалиции с Демократическим республиканским альянсом, Республиканской социалистической партией и независимыми радикалами                            | [ 236 ] |
| 77               | | Жозеф-Мари-Огюст Кайо (1863—1944) фр. Joseph-Marie-Auguste Caillaux                                                                                                | 27 июня 1911                                                                                         | 11 января 1912 | 1910 | Республиканская, радикальная и радикально-социалистическая партия в коалиции с Демократической республиканской партией, Республиканской социалистической партией и независимыми радикалами                             | [ 237 ] |
| 78 (I)           | | Раймон-Никола-Ландри Пуанкаре (1860—1934) фр. Raymond Nicolas Landry Poincaré                                                                                      | 14 января 1912                                                                                       | 21 января 1913 | 1910 | Демократическая республиканская партия в коалиции с Республиканской, радикальной и радикально-социалистической партией, Республиканской социалистической партией и независимыми радикалами                             | [ 238 ] |
| 75 (III, IV)     | | Аристид Бриан (1862—1932) фр. Aristide Briand | 21 января 1913                                                                                       | 18 февраля 1913 | 1910 | Республиканская социалистическая партия в коалиции с Республиканской, радикальной и радикально-социалистической партией, Демократической республиканской партией и независимыми радикалами                             | [ 235 ] |
| 75 (III, IV)     | 18 февраля 1913 | Аристид Бриан (1862—1932) фр. Aristide Briand | 18 марта 1913                                                                                        | | 1910 | Республиканская социалистическая партия в коалиции с Республиканской, радикальной и радикально-социалистической партией, Демократической республиканской партией и независимыми радикалами                             | [ 235 ] |
| 79               | | Жан-Луи Барту (1862—1934) фр. Jean Louis Barthou | 22 марта 1913                                                                                        | 2 декабря 1913 | 1910 | Демократическая республиканская партия в коалиции с Республиканской, радикальной и радикально-социалистической партией, Республиканской социалистической партией, Республиканской федерацией и независимыми радикалами | [ 239 ] |
| 80 (I)           | | Пьер-Поль-Анри-Гастон Думерг (1863—1937) фр. Pierre Paul Henri Gaston Doumergue                                                                                    | 9 декабря 1913                                                                                       | 2 июня 1914 | 1910 | Республиканская, радикальная и радикально-социалистическая партия в коалиции с Демократической республиканской партией, Республиканской социалистической партией и независимыми радикалами                             | [ 240 ] |
| 66 (IV)          | | Александр-Феликс-Жозеф Рибо (1842—1923) фр. Alexandre Félix Joseph Ribot                                                                                           | 9 июня 1914                                                                                          | 12 июня 1914 | Республиканская федерация\| \|fr\|Fédération républicaine}} в коалиции с Демократической республиканской партией, Республиканской, радикальной и радикально-социалистической партией и независимыми радикалами | 1914 | [ 226 ] |
| 81 (I, II)       | | Жан-Рафаэль-Адриен-Рене Вивиани (1863—1925) фр. Jean Raphaël Adrien René Viviani                                                                                   | 13 июня 1914                                                                                         | 26 августа 1914 | Республиканская социалистическая партия в коалиции с Республиканской, радикальной и радикально-социалистической партией, Демократической республиканской партией и независимыми радикалами | 1914 | [ 241 ] |
| 81 (I, II)       | 26 августа 1914 | Жан-Рафаэль-Адриен-Рене Вивиани (1863—1925) фр. Jean Raphaël Adrien René Viviani                                                                                   | 29 октября 1915                                                                                      | Республиканская социалистическая партия в составе Священного союза | | 1914 | [ 241 ] |
| 75 (V, VI)       | | Аристид Бриан (1862—1932) фр. Aristide Briand | 29 октября 1915                                                                                      | 12 декабря 1916 | Республиканская социалистическая партия в составе Священного союза | 1914 | [ 235 ] |
| 75 (V, VI)       | 12 декабря 1916 | Аристид Бриан (1862—1932) фр. Aristide Briand | 17 марта 1917                                                                                        | Республиканская социалистическая партия в составе Священного союза | | 1914 | [ 235 ] |
| 66 (V)           | | Александр-Феликс-Жозеф Рибо (1842—1923) фр. Alexandre Félix Joseph Ribot                                                                                           | 20 марта 1917                                                                                        | 12 сентября 1917 | Республиканская федерация в составе Священного союза | 1914 | [ 226 ] |
| 82 (I)           | | Поль Пенлеве (1863—1933) фр. Paul Painlevé | 12 сентября 1917                                                                                     | 13 ноября 1917 | Республиканская социалистическая партия в составе Священного союза | 1914 | [ 242 ] |
| 74 (II)          | | Жорж-Бенжамен Клемансо (1841—1929) фр. Georges Benjamin Clemenceau                                                                                                 | 16 ноября 1917                                                                                       | 20 января 1920 | независимый с участием Священного союза | 1914 | [ 234 ] |
| 83 I, II)        | | Этьен-Александр Мильеран (1859—1943) фр. Étienne Alexandre Millerand                                                                                               | 20 января 1920                                                                                       | 18 февраля 1920 | независимый с участием Республиканской, радикальной и радикально-социалистической партии, Республиканской социалистической партии и входящих в Республиканский национальный блок Демократического республиканского альянса, Республиканской федерации и независимых радикалов                                                         | 1919 | [ 243 ] |
| 83 I, II)        | 18 февраля 1920 | Этьен-Александр Мильеран (1859—1943) фр. Étienne Alexandre Millerand                                                                                               | 23 сентября 1920                                                                                     | независимый с участием Республиканской, радикальной и радикально-социалистической партии, Республиканской социалистической партии и входящих в Республиканский национальный блок Демократической республиканской и социальной партии, Республиканской федерации и независимых радикалов | | 1919 | [ 243 ] |
| 84               | | Жорж Лейг (1857—1933) фр. Georges Leygues | 24 сентября 1920                                                                                     | 12 января 1921 | Демократическая республиканская и социальная партия в составе Республиканского национального блока с Республиканской федерацией и независимыми радикалами, в коалиции с Республиканской, радикальной и радикально-социалистической партией и Республиканской социалистической партией                                                 | 1919 | [ 244 ] |
| 75 (VII)         | | Аристид Бриан (1862—1932) фр. Aristide Briand | 16 января 1921                                                                                       | 12 января 1922 | Республиканская социалистическая партия в коалиции с Республиканской, радикальной и радикально-социалистической партией и входящими в Республиканский национальный блок Демократической республиканской и социальной партией и Республиканской федерацией                                                                             | 1919 | [ 235 ] |
| 78 (II, III)     | | Раймон-Никола-Ландри Пуанкаре (1860—1934) фр. Raymond Nicolas Landry Poincaré                                                                                      | 15 января 1922                                                                                       | 29 марта 1924 | Демократическая республиканская и социальная партия в составе Республиканского национального блока с Республиканской федерацией и независимыми радикалами, в коалиции с Республиканской, радикальной и радикально-социалистической партией и Республиканской социалистической партией                                                 | 1919 | [ 238 ] |
| 78 (II, III)     | 29 марта 1924 | Раймон-Никола-Ландри Пуанкаре (1860—1934) фр. Raymond Nicolas Landry Poincaré                                                                                      | 1 июня 1924                                                                                          | Демократическая республиканская и социальная партия в составе Республиканского национального блока с Республиканской федерацией, в коалиции с Республиканской, радикальной и радикально-социалистической партией и Республиканской социалистической партией                             | | 1919 | [ 238 ] |
| 85               | | Фредерик Франсуа-Марсаль (1874—1958) фр. Frédéric François-Marsal                                                                                                  | 8 июня 1924                                                                                          | 10 июня 1924 | Республиканская федерация в коалиции с Демократической республиканской и социальной партией | 1919 | [ 245 ] |
| 86 (I)           | | Эдуар-Мари Эррио (1872—1957) фр. Édouard Marie Herriot | 14 июня 1924                                                                                         | 10 апреля 1925 | Республиканская, радикальная и радикально-социалистическая партия в составе Левого картеля c Республиканской социалистической партией и независимыми радикалами, в коалиции с Демократической республиканской и социальной партией | 1924 | [ 246 ] |
| 82 (II, III)     | | Поль Пенлеве (1863—1933) фр. Paul Painlevé | 17 апреля 1925                                                                                       | 27 октября 1925 | Республиканская социалистическая партия в составе Левого картеля с Республиканской, радикальной и радикально-социалистической партией и независимыми радикалами | 1924 | [ 242 ] |
| 82 (II, III)     | 29 октября 1925 | Поль Пенлеве (1863—1933) фр. Paul Painlevé | 22 ноября 1925                                                                                       | | Республиканская социалистическая партия в составе Левого картеля с Республиканской, радикальной и радикально-социалистической партией и независимыми радикалами | 1924 | [ 242 ] |
| 75 (VIII, IX, X) | | Аристид Бриан (1862—1932) фр. Aristide Briand | 28 ноября 1925                                                                                       | 6 марта 1926 | Республиканская социалистическая партия в составе Левого картеля с Республиканской, радикальной и радикально-социалистической партией и независимыми радикалами, в коалиции с независимыми левыми | 1924 | [ 235 ] |
| 75 (VIII, IX, X) | 9 марта 1926 | Аристид Бриан (1862—1932) фр. Aristide Briand | 15 июня 1926                                                                                         | Французская республиканско-социалистическая и социалистическая партия в составе Левого картеля с Республиканской, радикальной и радикально-социалистической партией и независимыми радикалами, в коалиции с независимыми левыми                                                         | | 1924 | [ 235 ] |
| 75 (VIII, IX, X) | 23 июня 1926 | Аристид Бриан (1862—1932) фр. Aristide Briand | 17 июля 1926                                                                                         | Французская республиканско-социалистическая и социалистическая партия в составе Левого картеля с Республиканской, радикальной и радикально-социалистической партией и независимыми радикалами, в коалиции с независимыми левыми                                                         | | 1924 | [ 235 ] |
| 86 (II)          | | Эдуар-Мари Эррио (1872—1957) фр. Édouard Marie Herriot | 19 июля 1926                                                                                         | 21 июля 1926 | Республиканская, радикальная и радикально-социалистическая партия в составе коалиции Левого картеля с Французской республиканско-социалистической и социалистической партией и независимыми радикалами, в коалиции с независимыми левыми                                                                                              | 1924 | [ 246 ] |
| 78 (IV, V)       | | Раймон-Никола-Ландри Пуанкаре (1860—1934) фр. Raymond Nicolas Landry Poincaré                                                                                      | 23 июля 1926                                                                                         | 6 ноября 1928 | Демократический альянс в коалиции с Республиканской, радикальной и радикально-социалистической партией, Французской республиканско-социалистической и социалистической партией (с 20 мая 1928 года — Республиканской социалистической партией), Республиканской федерацией, Республиканским народным союзом и независимыми радикалами | 1928 | [ 238 ] |
| 78 (IV, V)       | 18 ноября 1928 | Раймон-Никола-Ландри Пуанкаре (1860—1934) фр. Raymond Nicolas Landry Poincaré                                                                                      | 26 июля 1929                                                                                         | Демократический альянс в коалиции с Республиканской, радикальной и радикально-социалистической партией, Республиканской социалистической партией, Республиканской федерацией, Республиканским народным союзом, Национальным народным действием Эльзаса и независимыми радикалами        | | 1928 | [ 238 ] |
| 75 (XI)          | | Аристид Бриан (1862—1932) фр. Aristide Briand | 29 июля 1929                                                                                         | 22 октября 1929 | Республиканская социалистическая партия в коалиции с Республиканской, радикальной и радикально-социалистической партией, Демократическим альянсом, Республиканской федерацией, Национальным народным действием Эльзаса и независимыми радикалами                                                                                      | 1928 | [ 235 ] |
| 87 (I)           | | Андре-Пьер-Габриэль-Амеде Тардьё (1876—1945) фр. André Pierre Gabriel Amédée Tardieu                                                                               | 3 ноября 1929                                                                                        | 17 февраля 1930 | Демократический альянс в коалиции с Республиканской, радикальной и радикально-социалистической партией, Республиканской социалистической партией, Республиканской федерацией, Национальным народным действием Эльзаса, Народно-демократической партией и независимыми радикалами                                                      | 1928 | [ 247 ] |
| 88 (I)           | | Камиль Шотан (1885—1963) фр. Camille Chautemps | 21 февраля 1930                                                                                      | 25 февраля 1930 | Республиканская, радикальная и радикально-социалистическая партия в коалиции с Республиканской социалистической партией, Демократическим альянсом и независимыми радикалами | 1928 | [ 248 ] |
| 87 (II)          | | Андре-Пьер-Габриэль-Амеде Тардьё (1876—1945) фр. André Pierre Gabriel Amédée Tardieu                                                                               | 2 марта 1930                                                                                         | 4 декабря 1930 | Демократический альянс в коалиции с Республиканской, радикальной и радикально-социалистической партией, Республиканской социалистической партией, Республиканской федерацией, Национальным народным действием Эльзаса, Народно-демократической партией и независимыми радикалами                                                      | 1928 | [ 247 ] |
| 89               | | Теодор Стег (1868—1950) фр. Théodore Steeg | 13 декабря 1930                                                                                      | 22 января 1931 | Республиканская, радикальная и радикально-социалистическая партия в коалиции с Республиканской социалистической партией, Демократическим альянсом, Республиканской федерацией и независимыми радикалами | 1928 | [ 249 ] |
| 90 (I, II, III)  | | Пьер-Жан-Мари Лаваль (1883—1945) фр. Pierre Jean Marie Laval | 27 января 1931                                                                                       | 13 июня 1931 | независимый с участием Республиканской социалистической партии, Демократического альянса, Республиканской федерации, Республиканской, радикальной и радикально-социалистической партии, Народной демократической партией и независимых радикалов                                                                                      | 1928 | [ 250 ] |
| 90 (I, II, III)  | 13 июня 1931 | Пьер-Жан-Мари Лаваль (1883—1945) фр. Pierre Jean Marie Laval | 12 января 1932                                                                                       | | независимый с участием Республиканской социалистической партии, Демократического альянса, Республиканской федерации, Республиканской, радикальной и радикально-социалистической партии, Народной демократической партией и независимых радикалов                                                                                      | 1928 | [ 250 ] |
| 90 (I, II, III)  | 14 января 1932 | Пьер-Жан-Мари Лаваль (1883—1945) фр. Pierre Jean Marie Laval | 6 февраля 1932                                                                                       | | независимый с участием Республиканской социалистической партии, Демократического альянса, Республиканской федерации, Республиканской, радикальной и радикально-социалистической партии, Народной демократической партией и независимых радикалов                                                                                      | 1928 | [ 250 ] |
| 87 (III)         | | Андре-Пьер-Габриэль-Амеде Тардьё (1876—1945) фр. André Pierre Gabriel Amédée Tardieu                                                                               | 20 февраля 1932                                                                                      | 10 мая 1932 | Демократический альянс в коалиции с Республиканской федерацией, Народно-демократической партией и независимыми радикалами | 1928 | [ 247 ] |
| 86 (III)         | | Эдуар-Мари Эррио (1872—1957) фр. Édouard Marie Herriot | 3 июня 1932                                                                                          | 14 декабря 1932 | Республиканская, радикальная и радикально-социалистическая партия в коалиции с Республиканской социалистической партией, Демократическим альянсом, Французской социалистической партией и независимыми радикалами | 1932 | [ 246 ] |
| 91               | | Огюстен-Альфред-Жозеф Поль-Бонкур (1873—1972) фр. Augustin Alfred Joseph Paul-Boncour                                                                              | 18 декабря 1932                                                                                      | 28 января 1933 | Республиканская социалистическая партия в составе коалиции с Республиканской, радикальной и радикально-социалистической партией, Демократическим альянсом, Французской социалистической партией и независимыми радикалами | 1932 | [ 251 ] |
| 92 (I)           | | Эдуар Даладье (1884—1970) фр. Édouard Daladier | 31 января 1933                                                                                       | 24 октября 1933 | Республиканская, радикальная и радикально-социалистическая партия в составе коалиции с Республиканской социалистической партией, Демократическим альянсом, Французской социалистической партией и независимыми радикалами | 1932 | [ 252 ] |
| 93 (I)           | | Альбер-Пьер Сарро (1872—1962) фр. Albert-Pierre Sarraut | 26 октября 1933                                                                                      | 24 ноября 1933 | Республиканская, радикальная и радикально-социалистическая партия в составе коалиции с Республиканской социалистической партией, Демократическим альянсом, Французской социалистической партией и независимыми радикалами | 1932 | [ 253 ] |
| 88 (II)          | | Камиль Шотан (1885—1963) фр. Camille Chautemps | 26 ноября 1933                                                                                       | 27 января 1934 | Республиканская, радикальная и радикально-социалистическая партия в составе коалиции с Республиканской социалистической партией, Демократическим альянсом, Французской социалистической партией и независимыми радикалами | 1932 | [ 248 ] |
| 92 (II)          | | Эдуар Даладье (1884—1970) фр. Édouard Daladier | 30 января 1934                                                                                       | 7 февраля 1934 | Республиканская, радикальная и радикально-социалистическая партия в составе коалиции с Республиканской социалистической партией, Демократическим альянсом и независимыми радикалами | 1932 | [ 252 ] |
| 80 (II)          | | Пьер-Поль-Анри-Гастон Думерг (1863—1937) фр. Pierre Paul Henri Gaston Doumergue                                                                                    | 9 февраля 1934                                                                                       | 8 ноября 1934 | Республиканская, радикальная и радикально-социалистическая партия в составе коалиции с Демократическим альянсом, Республиканской федерацией, Социалистической партией Франции — Союзом Жана Жореса и независимыми радикалами | 1932 | [ 240 ] |
| 94 (I)           | | Пьер-Этьенн Фланден (1889—1958) фр. Pierre-Étienne Flandin | 8 ноября 1934                                                                                        | 31 мая 1935 | Демократический альянс в составе коалиции с Республиканской, радикальной и радикально-социалистической партией, Республиканской федерацией и независимыми радикалами | 1932 | [ 254 ] |
| 95               | | Фернан Буиссон (1874—1959) фр. Fernand Bouisson | 1 июня 1935                                                                                          | 4 июня 1935 | независимый с участием Республиканской, радикальной и радикально-социалистической партии, Демократического альянса, Республиканской федерации, Социалистической партии Франции — Союза Жана Жореса и независимых радикалов | 1932 | [ 255 ] |
| 90 (IV)          | | Пьер-Жан-Мари Лаваль (1883—1945) фр. Pierre Jean Marie Laval | 7 июня 1935                                                                                          | 22 января 1936 | независимый с участием Республиканской, радикальной и радикально-социалистической партии, Демократического альянса, Республиканской федерации, Социалистической партии Франции — Союза Жана Жореса (с 5 декабря 1935 года — Социалистического республиканского союза) и независимых радикалов                                         | 1932 | [ 250 ] |
| 93 (II)          | | Альбер-Пьер Сарро (1872—1962) фр. Albert-Pierre Sarraut | 24 января 1936                                                                                       | 4 июня 1936 | Республиканская, радикальная и радикально-социалистическая партия в составе коалиции с Демократическим альянсом, Республиканской федерацией, Социалистическим республиканским союзом и независимыми радикалами | 1932 | [ 253 ] |
| 96 (I)           | | Андре-Леон Блюм (1872—1950) фр. André Léon Blum | 4 июня 1936                                                                                          | 21 июня 1937 | Французская секция Рабочего интернационала в составе Народного фронта с Социалистическим республиканским союзом и Республиканской, радикальной и радикально-социалистической партией | 1936 | [ 256 ] |
| 88 (III, IV)     | | Камиль Шотан (1885—1963) фр. Camille Chautemps | 29 июня 1937                                                                                         | 14 января 1938 | Республиканская, радикальная и радикально-социалистическая партия в составе Народного фронта с Французской секцией Рабочего интернационала, Социалистическим республиканским союзом и Лигой молодой республики | 1936 | [ 248 ] |
| 88 (III, IV)     | 18 января 1938 | Камиль Шотан (1885—1963) фр. Camille Chautemps | 10 марта 1938                                                                                        | Республиканская, радикальная и радикально-социалистическая партия в составе Народного фронта с Социалистическим республиканским союзом и Лигой молодой республики | | 1936 | [ 248 ] |
| 96 (II)          | | Андре-Леон Блюм (1872—1950) фр. André Léon Blum | 13 марта 1938                                                                                        | 8 апреля 1938 | Французская секция Рабочего интернационала в составе Народного фронта с Социалистическим республиканским союзом, Республиканской, радикальной и радикально-социалистической партией и Лигой молодой республики | 1936 | [ 256 ] |
| 92 (III, IV, V)  | | Эдуар Даладье (1884—1970) фр. Édouard Daladier | 12 апреля 1938                                                                                       | 11 мая 1939 | Республиканская, радикальная и радикально-социалистическая партия в коалиции с Социалистическим республиканским союзом, Демократическим альянсом, Народно-демократической партией и независимыми радикалами | 1936 | [ 252 ] |
| 92 (III, IV, V)  | 11 мая 1939 | Эдуар Даладье (1884—1970) фр. Édouard Daladier | 13 сентября 1939                                                                                     | Республиканская, радикальная и радикально-социалистическая партия в коалиции с Социалистическим республиканским союзом, Народно-демократической партией и независимыми радикалами | | 1936 | [ 252 ] |
| 92 (III, IV, V)  | 13 сентября 1939 | Эдуар Даладье (1884—1970) фр. Édouard Daladier | 20 марта 1940                                                                                        | Республиканская, радикальная и радикально-социалистическая партия в коалиции с Социалистическим республиканским союзом, Народно-демократической партией и Демократическим альянсом | | 1936 | [ 252 ] |
| 97               | | Жан-Поль Рейно (1878—1966) фр. Jean Paul Reynaud | 22 марта 1940                                                                                        | 16 июня 1940 | независимый с участием Республиканской, радикальной и радикально-социалистической партии, Французской секции Рабочего интернационала, Социалистического республиканского союза, Демократического альянса, Народной демократической партии, Республиканской федерации и Французской социальной партии                                  | 1936 | [ 201 ] |
| 98               | | маршал Анри-Филипп-Бенони-Омер-Жозеф Петен (1856—1951) фр. Henri Philippe Benoni Omer Joseph Pétain                                                                | 16 июня 1940                                                                                         | 11 июля 1940 | независимый с участием Республиканской, радикальной и радикально-социалистической партии, Социалистического республиканского союза, Французской секции Рабочего интернационала, Французской социальной партии и Народно-демократической партии                                                                                        | 1936 | [ 202 ] |

## Французское государство (1940—1945)
Режим Виши (фр. le régime de Vichy), официальное название Французское государство (фр. l'État français) — коллаборационистский режим в Южной Франции, появившийся после поражения Франции в начале Второй мировой войны и падения Парижа в 1940 году. Одновременно Северная Франция и атлантическое побережье были оккупированы нацистской Германией с согласия Вишистского правительства. Режим существовал с 10 июля 1940 года по 22 апреля 1945 года (де-факто до 25 августа 1944 года), официально придерживался нейтралитета, но фактически проводил политику в интересах стран «оси». Его название связано с названием курортного города Виши, где 10 июля 1940 года собралось Национальное собрание, постановившее передать диктаторскую власть маршалу Анри Филиппу Петену, провозгласив его главой государства (фр. Chef de l'État français). Это ознаменовало конец Третьей республики. Правительство Петена и в дальнейшем пребывало в Виши. В ноябре 1942 года Германия оккупировала всю территорию Франции, с этого момента власть правительства стала номинальной. После освобождения Парижа 20 августа 1944 года Петен согласился покинуть Виши. 1 сентября в швабском замке Зигмаринген была учреждена Комиссия французского правительства по защите национальных интересов, существовавшая в качестве правительства в изгнании вплоть до 23 апреля 1945 года.
|        | Портрет | Имя (годы жизни)                                                                                    | Полномочия      | Полномочия      | Должность | Пр.     |
| Начало | Портрет | Имя (годы жизни)                                                                                    | Окончание       |                 | Должность | Пр.     |
| ------ | ------- | --------------------------------------------------------------------------------------------------- | --------------- | --------------- | --- | ------- |
| —      |         | маршал Анри-Филипп-Бенони-Омер-Жозеф Петен (1856—1951) фр. Henri Philippe Benoni Omer Joseph Pétain | 11 июля 1940    | 17 апреля 1942  | президент Совета фр. président du Conseil | [ 202 ] |
| А      |         | Пьер-Жан-Мари Лаваль (1883—1945) фр. Pierre Jean Marie Laval                                        | 11 июля 1940    | 13 декабря 1940 | вице-президент Совета фр. vice-président du Conseil | [ 250 ] |
| Б      |         | Пьер-Этьенн Фланден (1889—1958) фр. Pierre-Étienne Flandin                                          | 13 декабря 1940 | 9 февраля 1941  | вице-президент Совета фр. vice-président du Conseil | [ 254 ] |
| В      |         | адмирал флота Жан-Луи-Ксавье-Франсуа Дарлан (1881—1942) фр. Jean Louis Xavier François Darlan       | 9 февраля 1941  | 17 апреля 1942  | вице-президент Совета фр. vice-président du Conseil | [ 259 ] |
| Г      |         | Пьер-Жан-Мари Лаваль (1883—1945) фр. Pierre Jean Marie Laval                                        | 18 апреля 1942  | 20 августа 1944 | глава правительства фр. Chef du gouvernement | [ 250 ] |
| и. о.  |         | Мари-Фернан де Бринон (1885—1947) фр. Marie Fernand de Brinon                                       | 1 сентября 1944 | 23 апреля 1945  | президент Комиссии французского правительства по защите национальных интересов фр. Président de la gouvernementale de Sigmaringen (в замке Зигмаринген, Швабия) | [ 260 ] |

## Сражающаяся Франция (1940—1944)
Сражающаяся Франция (фр. la France combattante), до июля 1942 года — Свободная Франция (фр. la France libre) — патриотическое движение французов за национальную независимость в 1940—1945 годах. Военные, примкнувшие к этому движению, образовали Свободные французские силы (фр. Forces françaises libres). С 18 июня 1940 года возглавлялось генералом Ш. де Голлем из штаб-квартиры в Лондоне, где 24 сентября 1941 года был образован Французский национальный комитет (фр. Comité national français), признанное дипломатически правительство в изгнании. После высадки союзников в Северной Африке 7 ноября 1942 года в Алжире был создан Верховный комиссариат Франции в Африке (фр. Haut-commissariat de France en Afrique), который в феврале 1943 года был преобразован во Французское гражданское и военное командование (фр. Commandement en chef français civil et militaire) под руководством генерала А. Жиро, осуществлявшее власть над Алжиром, протекторатом Марокко, Французской Западной Африкой и Тунисом (после немецко-итальянской эвакуации из него в мае 1943 года). 3 июня 1943 года на нелегальном съезде в Париже Французский национальный комитет и Французское гражданское и военное командование были объединены во Французский комитет национального освобождения (ФКНО, фр. Comité français de Libération nationale), под сопредседательством генералов де Голля и Жиро. 9 ноября 1943 года де Голль добился переформирования состава ФКНО под личным руководством. 3 июня 1944 года ФКНО был преобразован во Временное правительство Французской республики.
|            | Портрет     | Имя (годы жизни)                                                                             | Полномочия       | Полномочия | Должность | Пр.     |
| Начало     | Портрет     | Имя (годы жизни)                                                                             | Окончание        | | Должность | Пр.     |
| ---------- | ----------- | -------------------------------------------------------------------------------------------- | ---------------- | --- | --- | ------- |
| 99 (I, II) |             | генерал Шарль-Андре-Жозеф-Мари де Голль (1890—1970) фр. Charles André Joseph Marie de Gaulle | 24 сентября 1941 | 3 июня 1943 | президент Французского национального комитета фр. Président du Comité national français (в Лондоне)                            | [ 263 ] |
| 99 (I, II) | 3 июня 1943 | генерал Шарль-Андре-Жозеф-Мари де Голль (1890—1970) фр. Charles André Joseph Marie de Gaulle | 9 ноября 1943    | сопрезиденты Французского комитета национального освобождения фр. Coprésidents du Comité français libération nationale (в Алжире) | | [ 263 ] |
| 100        | 3 июня 1943 |                                                                                              | 9 ноября 1943    | сопрезиденты Французского комитета национального освобождения фр. Coprésidents du Comité français libération nationale (в Алжире) | генерал Анри-Оноре Жиро (1879—1949) фр. Henri Honoré Giraud                                                                    | [ 264 ] |
| 99 (III)   |             | генерал Шарль-Андре-Жозеф-Мари де Голль (1890—1970) фр. Charles André Joseph Marie de Gaulle | 9 ноября 1943    | 3 июня 1944 | президент Французского комитета национального освобождения фр. Président du Comité français de libération nationale (в Алжире) | [ 263 ] |

## Временное правительство (1944—1946)
Признанное странами антигитлеровской коалиции Временное правительство Французской республики (фр. Gouvernement provisoire de la République française) было образовано 3 июня 1944 года на основе Французского комитета национального освобождения. В Париж из Алжира оно смогло вернуться 14 июня. Учредительное собрание, избранное 21 октября 1945 года, не смогло подготовить проект новой конституции (он был отклонён на референдуме 5 мая 1946 года). Избранное 2 июня 1946 года новое Учредительное собрание в сентябре приняло проект Конституции, который был одобрен 13 октября на референдуме; 16 января 1947 года избранным президентом республики Венсаном Ориолем было образовано первое конституционное правительство Четвёртой республики. Де факто в период с 20 августа 1944 года президент Временного правительства (фр. Président du gouvernement provisoire de la République française) являлся главой французского государства.
|            | Портрет        | Имя (годы жизни)                                                                             | Полномочия президента Временного правительства | Полномочия президента Временного правительства | Партия                                                                      | Выборы                                                                      | Пр.     |
| Начало     | Портрет        | Имя (годы жизни)                                                                             | Окончание                                      |                                                | Партия                                                                      | Выборы                                                                      | Пр.     |
| ---------- | -------------- | -------------------------------------------------------------------------------------------- | ---------------------------------------------- | ---------------------------------------------- | --------------------------------------------------------------------------- | --------------------------------------------------------------------------- | ------- |
| 99 (IV, V) |                | генерал Шарль-Андре-Жозеф-Мари де Голль (1890—1970) фр. Charles André Joseph Marie de Gaulle | 10 сентября 1944                               | 21 ноября 1945                                 | независимый                                                                 |                                                                             | [ 263 ] |
| 99 (IV, V) | 21 ноября 1945 | генерал Шарль-Андре-Жозеф-Мари де Голль (1890—1970) фр. Charles André Joseph Marie de Gaulle | 26 января 1946                                 | 1945                                           | независимый                                                                 |                                                                             | [ 263 ] |
| 101        |                | Феликс-Жан Гуэн (1884—1977) фр. Félix Jean Gouin                                             | 26 января 1946                                 | 1945                                           | 12 июня 1946                                                                | Французская секция Рабочего интернационала в составе Трёхпартийной коалиции | [ 267 ] |
| 102 (I)    |                | Жорж-Огюстен Бидо (1899—1983) фр. Georges-Augustin Bidault                                   | 24 июня 1946                                   | 28 ноября 1946                                 | Народно-республиканское движение в составе Трёхпартийной коалиции           | 1946, июнь                                                                  | [ 268 ] |
| 96 (III)   |                | Андре-Леон Блюм (1872—1950) фр. André Léon Blum                                              | 16 декабря 1946                                | 16 января 1947                                 | Французская секция Рабочего интернационала в составе Трёхпартийной коалиции | 1946, ноябрь                                                                | [ 256 ] |

## Четвёртая республика (1946—1958)
Четвёртая республика (фр. Quatrième République) — политический режим, существовавший во Франции с 27 октября 1946 года по 4 октября 1958 года. В сентябре 1946 года Учредительное собрание, избранное 2 июня 1946 года, приняло проект конституции, затем одобренный на референдуме 13 октября 1946 года. Конституция установила парламентский строй со слабой властью президента республики. В 1958 году на волне алжирского кризиса правительство возглавил Шарль де Голль, инициировавший конституционную реформу с установлением президентской республики. 4 октября 1958 года новая конституция была принята после одобрения её текста на референдуме. Этим была завершена история Четвёртой республики и начался период Пятой республики.
В период Четвёртой республики правительство возглавлял президент Совета министров (фр. Président du Conseil des ministres).
|               | Портрет         | Имя (годы жизни)                                                                             | Полномочия президента Совета | Полномочия президента Совета | Партия | Выборы      | Пр.             |
| Начало        | Портрет         | Имя (годы жизни)                                                                             | Окончание                    | | Партия | Выборы      | Пр.             |
| ------------- | --------------- | -------------------------------------------------------------------------------------------- | ---------------------------- | --- | --- | ----------- | --------------- |
| 103 (I, II)   |                 | Поль Рамадье (1888—1961) фр. Paul Ramadier                                                   | 22 января 1947               | 22 октября 1947 | Французская секция Рабочего интернационала в составе Трёхпартийной коалиции с участием Народно-республиканского движения и Французской коммунистической партии, в коалиции с Республиканской, радикальной и радикально-социалистической партией, Демократическим и социалистическим союзом сопротивления, Крестьянской партией социального союза и Республиканской партией свободы | 1946 ноябрь | [ 272 ]         |
| 103 (I, II)   | 22 октября 1947 | Поль Рамадье (1888—1961) фр. Paul Ramadier                                                   | 19 ноября 1947               | Французская секция Рабочего интернационала в составе «Третьей силы» с участием Народно-республиканского движения, Республиканской, радикальной и радикально-социалистической партии, Демократического и социалистического союза сопротивления и Крестьянской партии социального союза | | 1946 ноябрь | [ 272 ]         |
| 104 (I)       |                 | Жан-Батист-Никола-Робер Шуман (1886—1963) фр. Jean-Baptiste Nicolas Robert Schuman           | 24 ноября 1947               | 19 июля 1948 | Народно-республиканское движение в составе «Третьей силы» с участием Французской секции Рабочего интернационала, Республиканской, радикальной и радикально-социалистической партии, Демократического и социалистического союза сопротивления, Республиканской партии свободы и Демократического альянса | 1946 ноябрь | [ 273 ]         |
| 105           |                 | Андре-Дезире-Поль Мари (1897—1974) фр. André-Désiré-Paul Marie                               | 28 июля 1948                 | 28 августа 1948 | Республиканская, радикальная и радикально-социалистическая партия в составе «Третьей силы» с участием Французской секции Рабочего интернационала, Народно-республиканского движения, Демократического альянса, Демократического и социалистического союза сопротивления, Республиканской партии свободы и Крестьянской партии социального союза | 1946 ноябрь | [ 274 ]         |
| 104 (II)      |                 | Жан-Батист-Никола-Робер Шуман (1886—1963) фр. Jean-Baptiste Nicolas Robert Schuman           | 5 сентября 1948              | 7 сентября 1948 | Народно-республиканское движение в составе «Третьей силы» с участием Французской секции Рабочего интернационала, Республиканской, радикальной и радикально-социалистической партии, Демократического альянса и Демократического и социалистического союза сопротивления | 1946 ноябрь | [ 273 ]         |
| 106 (I)       |                 | Антуан-Анри Кёй (1884—1970) фр. Antoine-Henri Queuille                                       | 11 сентября 1948             | 6 октября 1949 | Республиканская, радикальная и радикально-социалистическая партия в составе «Третьей силы» с участием Французской секции Рабочего интернационала, Народно-республиканского движения, Республиканской партии свободы, Демократического и социалистического союза сопротивления, Крестьянской партии социального союза и Демократического альянса (с 6 января 1949 года — Национального центра независимых)                                                                             | 1946 ноябрь | [ 275 ]         |
| 102 (II, III) |                 | Жорж-Огюстен Бидо (1899—1983) фр. Georges-Augustin Bidault                                   | 28 октября 1949              | 7 февраля 1950 | Народно-республиканское движение в составе «Третьей силы» с участием Французской секции Рабочего интернационала, Республиканской, радикальной и радикально-социалистической партии, Демократического и социалистического союза сопротивления, Крестьянской партии социального союза, Республиканской партии свободы и Национального центра независимых | 1946 ноябрь | [ 268 ]         |
| 102 (II, III) | 7 февраля 1950  | Жорж-Огюстен Бидо (1899—1983) фр. Georges-Augustin Bidault                                   | 24 июня 1950                 | | Народно-республиканское движение в составе «Третьей силы» с участием Французской секции Рабочего интернационала, Республиканской, радикальной и радикально-социалистической партии, Демократического и социалистического союза сопротивления, Крестьянской партии социального союза, Республиканской партии свободы и Национального центра независимых | 1946 ноябрь | [ 268 ]         |
| 106 (II)      |                 | Антуан-Анри Кёй (1884—1970) фр. Antoine-Henri Queuille                                       | 3 июля 1950                  | 4 июля 1950 | Республиканская, радикальная и радикально-социалистическая партия в составе «Третьей силы» с участием Народно-республиканского движения, Демократического и социалистического союза сопротивления, Крестьянской партии социального союза, Республиканской партии свободы | 1946 ноябрь | [ 275 ]         |
| 107 (I)       |                 | Рене-Жан Плевен (1901—1993) фр. René Jean Pleven                                             | 12 июля 1950                 | 28 февраля 1951 | Демократический и социалистический союз сопротивления в составе «Третьей силы» с участием Народно-республиканского движения, Французской секции Рабочего интернационала, Республиканской, радикальной и радикально-социалистической партии, Республиканской партии свободы, а также Крестьянской партии социального союза и Национального центра независимых, объединившихся 15 февраля 1951 года в Национальный центр независимых и крестьян                                         | 1946 ноябрь | [ 276 ]         |
| 106 (III)     |                 | Антуан-Анри Кёй (1884—1970) фр. Antoine-Henri Queuille                                       | 10 марта 1951                | 10 июля 1951 | Республиканская, радикальная и радикально-социалистическая партия в составе «Третьей силы» с участием Народно-республиканского движения, Французской секции Рабочего интернационала, Демократического и социалистического союза сопротивления, Национального центра независимых и крестьян и Республиканской партии свободы, включённой 17 июня 1951 года в Национальный центр независимых и крестьян                                                                                 | 1946 ноябрь | [ 275 ]         |
| 107 (II)      |                 | Рене-Жан Плевен (1901—1993) фр. René Jean Pleven                                             | 11 августа 1951              | 17 января 1952 | Демократический и социалистический союз сопротивления в коалиции с Народно-республиканским движением, Республиканской, радикальной и радикально-социалистической партией и Национальным центром независимых и крестьян | 1951        | [ 276 ]         |
| 108 (I)       |                 | Эдгар-Жан-Винсен-Бартелеми Фор (1908—1988) фр. Edgar-Jean-Vincent-Barthélemy Faure           | 20 января 1952               | 29 февраля 1952 | Республиканская, радикальная и радикально-социалистическая партия в коалиции с Народно-республиканским движением, Демократическим и социалистическим союзом сопротивления и Национальным центром независимых и крестьян | 1951        | [ 277 ]         |
| 109           |                 | Антуан Пине (1891—1994) фр. Antoine Pinay                                                    | 8 марта 1952                 | 22 декабря 1952 | Национальный центр независимых и крестьян в коалиции с Народно-республиканским движением, Демократическим и социалистическим союзом сопротивления и Республиканской, радикальной и радикально-социалистической партией | 1951        | [ 278 ] [ 279 ] |
| 110           |                 | Рене-Жоэль-Симон Мейер (1895—1972) фр. René-Joël-Simon Mayer                                 | 8 января 1953                | 21 мая 1953 | Республиканская, радикальная и радикально-социалистическая партия в коалиции с Народно-республиканским движением, Демократическим и социалистическим союзом сопротивления и Национальным центром независимых и крестьян | 1951        | [ 280 ]         |
| 111 (I, II)   |                 | Жозеф-Анри-Эжен Ланьель (1889—1975) фр. Joseph-Henri-Eugène Laniel                           | 28 июня 1953                 | 16 января 1954 | Национальный центр независимых и крестьян в коалиции с Народно-республиканским движением, Демократическим и социалистическим союзом сопротивления, Республиканской, радикальной и радикально-социалистической партией и Объединением французского народа | 1951        | [ 281 ]         |
| 111 (I, II)   | 16 января 1954  | Жозеф-Анри-Эжен Ланьель (1889—1975) фр. Joseph-Henri-Eugène Laniel                           | 12 июня 1954                 | | Национальный центр независимых и крестьян в коалиции с Народно-республиканским движением, Демократическим и социалистическим союзом сопротивления, Республиканской, радикальной и радикально-социалистической партией и Объединением французского народа | 1951        | [ 281 ]         |
| 112           |                 | Пьер-Исаак-Исидор Мендес-Франс (1907—1982) фр. Pierre-Isaac-Isidore Mendès France            | 19 июня 1954                 | 4 февраля 1955 | Республиканская, радикальная и радикально-социалистическая партия в коалиции с Народно-республиканским движением, Демократическим и социалистическим союзом сопротивления, Национальным центром независимых и крестьян и Объединением французского народа | 1951        | [ 282 ]         |
| 108 (II)      |                 | Эдгар-Жан-Винсен-Бартелеми Фор (1908—1988) фр. Edgar-Jean-Vincent-Barthélemy Faure           | 23 февраля 1955              | 24 января 1956 | Республиканская, радикальная и радикально-социалистическая партия в коалиции с Народно-республиканским движением, Национальным центром независимых и крестьян, Объединением французского народа, Демократическим и социалистическим союзом сопротивления, Национальным центром социальных республиканцев и Демократическим блоком Сенегала | 1951        | [ 277 ]         |
| 113           |                 | Альсид-Ги Молле (1905—1975) фр. Alcide-Guy Mollet                                            | 1 февраля 1956               | 21 мая 1957 | Французская секция Рабочего интернационала в составе Республиканского фронта с участием Республиканской, радикальной и радикально-социалистической партии, Национального центра социальных республиканцев, Демократического и социалистического союза сопротивления и Африканского демократического объединения | 1956        | [ 283 ]         |
| 114           |                 | Морис-Жан-Мари Буржес-Монури (1914—1993) фр. Maurice Jean Marie Bourgès-Maunoury             | 13 июня 1957                 | 30 сентября 1957 | Республиканская, радикальная и радикально-социалистическая партия в коалиции с Французской секцией Рабочего интернационала, Африканским демократическим объединением, Демократическим и социалистическим союзом сопротивления и Радикально-социалистической партией | 1956        | [ 284 ]         |
| 115           |                 | Феликс Гайяр д’Эме (1919—1970) фр. Félix Gaillard d'Aimé                                     | 6 ноября 1957                | 15 апреля 1958 | Республиканская, радикальная и радикально-социалистическая партия в коалиции с Французской секцией Рабочего интернационала, Народно-республиканским движением, Национальным центром независимых и крестьян, Африканским демократическим объединением, Национальным центром социальных республиканцев и Демократическим и социалистическим союзом сопротивления | 1956        | [ 285 ]         |
| 116           |                 | Пьер-Эжен-Жан Пфлимлен (1907—2000) фр. Pierre Eugène Jean Pflimlin                           | 14 мая 1958                  | 28 мая 1958 | Народно-республиканское движение в коалиции с Французской секцией Рабочего интернационала, Национальным центром независимых и крестьян, Африканским демократическим объединением, Демократическим и социалистическим союзом сопротивления, Республиканской, радикальной и радикально-социалистической партией и Демократической и радикально-социалистической левой партией | 1956        | [ 286 ]         |
| 99 (VI)       |                 | генерал Шарль-Андре-Жозеф-Мари де Голль (1890—1970) фр. Charles André Joseph Marie de Gaulle | 1 июня 1958                  | 8 января 1959 | независимый с участием Национального центра социальных республиканцев (с 1 октября 1958 года — Союза за новую республику)), Французской секции Рабочего интернационала, Национального центра независимых и крестьян, Народно-республиканского движения, Африканского демократического объединения, Республиканской, радикальной и радикально-социалистической партии и Демократической и радикально-социалистической левой партии (с 13 сентября 1958 года — Республиканского центра) | 1956        | [ 263 ]         |

## Пятая республика (с 1958)
Пятая республика (фр. Cinquième République) — политический режим, существующий во Франции с 4 октября 1958 года, даты принятия новой конституции после одобрения её текста на референдуме. Конституцией был значительно увеличен объём президентских полномочий, в ущерб полномочиям Национального собрания. В настоящее время президенту предоставлено право назначения премьер-министра страны без внесения его кандидатуры на обсуждение в парламент, однако сохранена принципиальная ответственность правительства перед Национальным собранием путём вынесения ему вотума недоверия.
Глава правительства Франции в период Пятой республики впервые получил наименование Премьер-министр Французской Республики (фр. le Premier Ministre de la République Française).
|                      | Портрет         | Имя (годы жизни) | Полномочия премьер-министра | Полномочия премьер-министра | Партия | Выборы | Пр.             |
| Начало               | Портрет         | Имя (годы жизни) | Окончание                   | | Партия | Выборы | Пр.             |
| -------------------- | --------------- | --- | --------------------------- | --- | --- | --- | --------------- |
| 117                  |                 | Мишель-Жан-Пьер Дебре (1912—1996) фр. Michel Jean-Pierre Debré                                                        | 8 января 1959               | 14 апреля 1962 | Союз за новую республику в коалиции с Национальным центром независимых и крестьян, Народно-республиканским движением и до 28 мая 1959 года с Республиканской, радикальной и радикально-социалистической партией | 1958 | [ 289 ]         |
| 118 (I, II, III, IV) |                 | Жорж-Жан-Раймон Помпиду (1911—1974) фр. Georges Jean Raymond Pompidou                                                 | 14 апреля 1962              | 28 ноября 1962 | Союз за новую республику в коалиции с Национальным центром независимых и крестьян, Демократическим союзом труда и до 15 мая 1962 года с Народно-республиканским движением | 1958 | [ 290 ]         |
| 118 (I, II, III, IV) | 28 ноября 1962  | Жорж-Жан-Раймон Помпиду (1911—1974) фр. Georges Jean Raymond Pompidou                                                 | 8 января 1966               | Союз за новую республику — Демократический союз труда в коалиции с Комитетом независимых республиканцев по исследованиям и связям с общественностью                                                                                                   | 1962 | | [ 290 ]         |
| 118 (I, II, III, IV) | 8 января 1966   | Жорж-Жан-Раймон Помпиду (1911—1974) фр. Georges Jean Raymond Pompidou                                                 | 1 апреля 1967               | Союз за новую республику — Демократический союз труда в коалиции с Комитетом независимых республиканцев по исследованиям и связям с общественностью (с 1 июня 1966 года — с Национальной федерацией независимых республиканцев                        | 1962 | | [ 290 ]         |
| 118 (I, II, III, IV) | 5 апреля 1967   | Жорж-Жан-Раймон Помпиду (1911—1974) фр. Georges Jean Raymond Pompidou                                                 | 10 июля 1968                | Союз за новую республику — Демократический союз труда → Союз демократов в поддержку Пятой республики в коалиции с Национальной федерацией независимых республиканцев и Лейбористским фронтом                                                          | 1967 | | [ 290 ]         |
| 119                  |                 | Морис Кув де Мюрвиль (1907—1999) фр. Maurice Couve de Murville                                                        | 10 июля 1968                | 20 июля 1969 | Союз демократов в поддержку Пятой республики → Союз демократов в поддержку республики в коалиции с Национальной федерацией независимых республиканцев | 1968 | [ 291 ]         |
| 120                  |                 | Жак Шабан-Дельма (1915—2000) фр. Jacques Chaban-Delmas урожд. Жак-Мишель-Пьер Дельма фр. Jacques-Michel-Pierre Delmas | 20 июля 1969                | 5 июля 1972 | Союз демократов в поддержку республики в коалиции с Национальной федерацией независимых республиканцев, Демократическим центром и Центром демократии и прогресса | 1968 | [ 292 ]         |
| 121 (I, II, III)     |                 | Пьер-Жозеф-Огюст Мессмер (1916—2007) фр. Pierre-Auguste-Joseph Messmer                                                | 5 июля 1972                 | 28 марта 1973 | Союз демократов в поддержку республики в коалиции с Национальной федерацией независимых республиканцев и Центром демократии и прогресса | 1968 | [ 293 ]         |
| 121 (I, II, III)     | 2 апреля 1973   | Пьер-Жозеф-Огюст Мессмер (1916—2007) фр. Pierre-Auguste-Joseph Messmer                                                | 27 февраля 1974             | 1973 | Союз демократов в поддержку республики в коалиции с Национальной федерацией независимых республиканцев и Центром демократии и прогресса | | [ 293 ]         |
| 121 (I, II, III)     | 27 февраля 1974 | Пьер-Жозеф-Огюст Мессмер (1916—2007) фр. Pierre-Auguste-Joseph Messmer                                                | 27 мая 1974                 | 1973 | Союз демократов в поддержку республики в коалиции с Национальной федерацией независимых республиканцев и Центром демократии и прогресса | | [ 293 ]         |
| 122 (I)              |                 | Жак-Рене Ширак (1932—2019) фр. Jacques René Chirac                                                                    | 27 мая 1974                 | 1973 | 25 августа 1976 | Союз демократов в поддержку республики в коалиции с Демократическим центром и Центром демократии и прогресса (которые объединились 21 мая 1976 года в Центр социальных демократов), Национальной федерацией независимых республиканцев, Республиканским центром и Республиканской, радикальной и радикально-социалистической партией                    | [ 294 ]         |
| 123 (I, II, III)     |                 | Раймон-Октав-Жозеф Барр (1924—2007) фр. Raymond Octave Joseph Barre                                                   | 25 августа 1976             | 1973 | 29 марта 1977 | независимый с участием Союза демократов в поддержку республики (с 5 декабря 1976 года — Объединения в поддержку республики), Национальной федерации независимых республиканцев, Республиканской, радикальной и радикально-социалистической партии, Центра социальных демократов), Республиканского центра и Национального центра независимых и крестьян | [ 295 ]         |
| 123 (I, II, III)     | 29 марта 1977   | Раймон-Октав-Жозеф Барр (1924—2007) фр. Raymond Octave Joseph Barre                                                   | 31 марта 1978               | 1973 | независимый с участием Объединения в поддержку республики, Национального центра независимых и крестьян, Республиканского центра и объединившихся 1 февраля 1978 года в Союз за французскую демократию Республиканской партии, Центра социальных демократов), Республиканского центра и Республиканской, радикальной и радикально-социалистической партии | | [ 295 ]         |
| 123 (I, II, III)     | 3 апреля 1978   | Раймон-Октав-Жозеф Барр (1924—2007) фр. Raymond Octave Joseph Barre                                                   | 13 мая 1981                 | независимый с участием Объединения в поддержку республики, Национального центра независимых и крестьян и Союза за французскую демократию | 1978 | | [ 295 ]         |
| 124 (I, II, III)     |                 | Пьер Моруа (1928—2013) фр. Pierre Mauroy                                                                              | 21 мая 1981                 | 22 июня 1981 | 1978 | Социалистическая партия в коалиции с Движением левых радикалов и Движением демократов | [ 296 ]         |
| 124 (I, II, III)     | 22 июня 1981    | Пьер Моруа (1928—2013) фр. Pierre Mauroy                                                                              | 22 марта 1983               | Социалистическая партия в составе Союза левых с Движением левых радикалов, Движением демократов и Французской коммунистической партией | 1981 | | [ 296 ]         |
| 124 (I, II, III)     | 22 марта 1983   | Пьер Моруа (1928—2013) фр. Pierre Mauroy                                                                              | 17 июля 1984                | Социалистическая партия в коалиции с Движением левых радикалов, Французской коммунистической партией и Объединённой социалистической партией | 1981 | | [ 296 ]         |
| 125                  |                 | Лоран-Пьер-Эммануэль Фабиус (1946—) фр. Laurent Pierre Emmanuel Fabius                                                | 17 июля 1984                | 20 марта 1986 | 1981 | Социалистическая партия в коалиции с Движением левых радикалов и Объединённой социалистической партией | [ 297 ]         |
| 122 (II)             |                 | Жак-Рене Ширак (1932—2019) фр. Jacques René Chirac                                                                    | 20 марта 1986               | 10 мая 1988 | Объединение в поддержку республики в коалиции с Союзом за французскую демократию | 1986 | [ 294 ]         |
| 126 (I, II)          |                 | Мишель-Луи-Леон Рокар (1930—2016) фр. Michel Louis Léon Rocard                                                        | 10 мая 1988                 | 22 июня 1988 | Социалистическая партия в коалиции с Движением левых радикалов и Союзом за французскую демократию | 1986 | [ 298 ]         |
| 126 (I, II)          | 23 июня 1988    | Мишель-Луи-Леон Рокар (1930—2016) фр. Michel Louis Léon Rocard                                                        | 15 мая 1991                 | Социалистическая партия в коалиции с Движением левых радикалов и Союзом центра | 1988 | | [ 298 ]         |
| 127                  |                 | Эдит Крессон (1934—) фр. Édith Cresson урожд. Эдит Кампьон фр. Édith Campion                                          | 15 мая 1991                 | 2 апреля 1992 | 1988 | Социалистическая партия в коалиции с Движением левых радикалов, Союзом за французскую демократию и Экологическим поколением | [ 299 ]         |
| 128                  |                 | Пьер Береговуа (1925—1993) фр. Pierre Bérégovoy                                                                       | 2 апреля 1992               | 29 марта 1993 | 1988 | Социалистическая партия в коалиции с Движением левых радикалов и Союзом за французскую демократию (10 октября 1992 года сторонники коалиции из Союза за французскую демократию объединились в Движение реформаторов) | [ 300 ]         |
| 129                  |                 | Эдуар-Леон-Рауль Балладюр (1929—) фр. Édouard Léon Raoul Balladur                                                     | 29 марта 1993               | 11 мая 1995 | Объединение в поддержку республики в составе Союза за Францию с участием Союза за французскую демократию | 1993 | [ 301 ]         |
| 130 (I, II)          |                 | Ален-Мари Жюппе (1945—) фр. Alain Marie Juppé                                                                         | 17 мая 1995                 | 7 ноября 1995 | Объединение в поддержку республики в коалиции с Союзом за французскую демократию и Экологическим поколением | 1993 | [ 302 ]         |
| 130 (I, II)          | 7 ноября 1995   | Ален-Мари Жюппе (1945—) фр. Alain Marie Juppé                                                                         | 2 июня 1997                 | Объединение в поддержку республики в коалиции с Союзом за французскую демократию и Экологическим поколением (28 октября 1996 года члены правительства от Экологического поколения основали Cap21)                                                     | | 1993 | [ 302 ]         |
| 131                  |                 | Лионель Жоспен (1937—) фр. Lionel Jospin                                                                              | 2 июня 1997                 | 6 мая 2002 | Социалистическая партия в составе Плюралистической левой коалиции с участием Французской коммунистической партии, Радикально-социалистической партии (с 13 января 1998 года — Радикальной левой партии), Движения граждан и Зелёных, Конфедерации экологистов — Партии экологистов                                                                       | 1997 | [ 303 ]         |
| 132 (I, II,          |                 | Жан-Пьер Раффарен (1948—) фр. Jean-Pierre Raffarin                                                                    | 6 мая 2002                  | 17 июня 2002 | Либеральная демократия в составе Союза за президентское большинство с участием Объединения в поддержку республики, Союза за французскую демократию и Республиканской, радикальной и радикально-социалистической партии | 1997 | [ 304 ]         |
| 132 (I, II,          | 17 июня 2002    | Жан-Пьер Раффарен (1948—) фр. Jean-Pierre Raffarin                                                                    | 30 марта 2004               | 2002 | Либеральная демократия в составе Союза за президентское большинство с участием Объединения в поддержку республики, Союза за французскую демократию и Республиканской, радикальной и радикально-социалистической партии | | [ 304 ]         |
| III)                 | 17 июня 2002    | Жан-Пьер Раффарен (1948—) фр. Jean-Pierre Raffarin                                                                    | 30 марта 2004               | 2002 | Союз за народное движение в коалиции с Союзом за французскую демократию и Республиканской, радикальной и радикально-социалистической партией | | [ 304 ]         |
| III)                 | 30 марта 2004   | Жан-Пьер Раффарен (1948—) фр. Jean-Pierre Raffarin                                                                    | 31 мая 2005                 | 2002 | Союз за народное движение в коалиции с Союзом за французскую демократию и Республиканской, радикальной и радикально-социалистической партией | | [ 304 ]         |
| 133                  |                 | Доминик-Мари-Франсуа-Рене-Галузо де Вильпен (1953—) фр. Dominique Marie François René Galouzeau de Villepin           | 31 мая 2005                 | 2002 | Союз за народное движение в коалиции с Союзом за французскую демократию и Республиканской, радикальной и радикально-социалистической партией | 15 мая 2007 | [ 305 ]         |
| 134 (I, II, III)     |                 | Франсуа-Шарль-Арман Фийон (1954—) фр. François Charles Armand Fillon                                                  | 17 мая 2007                 | 2002 | 18 июня 2007 | Союз за народное движение в коалиции с Республиканской, радикальной и радикально-социалистической партией, Новым центром и Форумом социальных республиканцев | [ 306 ]         |
| 134 (I, II, III)     | 18 июня 2007    | Франсуа-Шарль-Арман Фийон (1954—) фр. François Charles Armand Fillon                                                  | 13 ноября 2010              | Союз за народное движение в коалиции с Республиканской, радикальной и радикально-социалистической партией, Новым центром, Современными левыми и до 20 июня 2009 года с Форумом социальных республиканцев                                              | 2007 | | [ 306 ]         |
| 134 (I, II, III)     | 14 ноября 2010  | Франсуа-Шарль-Арман Фийон (1954—) фр. François Charles Armand Fillon                                                  | 10 мая 2012                 | Союз за народное движение в коалиции с Республиканской, радикальной и радикально-социалистической партией и Новым центром | 2007 | | [ 306 ]         |
| 135 (I, II)          |                 | Жан-Марк Эро (1950—) фр. Jean-Marc Ayrault                                                                            | 15 мая 2012                 | 18 июня 2012 | 2007 | Социалистическая партия в коалиции с Радикальной левой партией, Вальвари и партией Европа Экология Зелёные | [ 307 ]         |
| 135 (I, II)          | 18 июня 2012    | Жан-Марк Эро (1950—) фр. Jean-Marc Ayrault                                                                            | 31 марта 2014               | 2012 | | Социалистическая партия в коалиции с Радикальной левой партией, Вальвари и партией Европа Экология Зелёные | [ 307 ]         |
| 136 (I, II)          |                 | Мануэль Карлос Вальс Гальфетти (1962—) фр. Manuel Carlos Valls Galfetti                                               | 31 марта 2014               | 2012 | 25 августа 2014 | Социалистическая партия в коалиции с Радикальной левой партией, Вальвари и Курсом на будущее | [ 308 ]         |
| 136 (I, II)          | 25 августа 2014 | Мануэль Карлос Вальс Гальфетти (1962—) фр. Manuel Carlos Valls Galfetti                                               | 6 декабря 2016              | 2012 | Социалистическая партия в коалиции с Радикальной левой партией, Курсом на будущее, до 11 февраля 2016 года с Вальвари, после 11 февраля 2016 года с Партией экологистов и Союзом демократов и экологистов | | [ 308 ]         |
| 137                  |                 | Бернар Ги Жорж Казнёв (1963—) фр. Bernard Guy Georges Cazeneuve                                                       | 6 декабря 2016              | 2012 | 10 мая 2017 | Социалистическая партия в коалиции с Радикальной левой партией, Курсом на будущее, Партией экологистов и Союзом демократов и экологистов | [ 309 ]         |
| 138 (I, II)          |                 | Эдуар-Шарль Филипп (1970—) фр. Édouard Charles Philippe                                                               | 15 мая 2017                 | 2012 | 19 июня 2017 | Республиканцы в коалиции с Демократическим движением, Радикальной левой партией, Курсом на будущее, Социалистической партией и партии Вперёд, Республика! | [ 310 ]         |
| 138 (I, II)          | 19 июня 2017    | Эдуар-Шарль Филипп (1970—) фр. Édouard Charles Philippe                                                               | 3 июля 2020                 | Республиканцы в коалиции с Территориями прогресса — Социально-реформистским движением, Демократическим движением, Радикальным, социальным и либеральным движением, Курсом на будущее, Действовать, конструктивные правые и партии Вперёд, Республика! | 2017 | | [ 310 ]         |
|                      | 19 июня 2017    | Эдуар-Шарль Филипп (1970—) фр. Édouard Charles Philippe                                                               | 3 июля 2020                 | независимый с участием Территорий прогресса — Социально-реформистского движения, Демократического движения, Радикального, социального и либерального движения, Курса на будущее, Действовать, конструктивные правые и партии Вперёд, Республика!      | 2017 | | [ 310 ]         |
| 139                  |                 | Жан Кастекс (1965—) фр. Jean Castex                                                                                   | 3 июля 2020                 | 16 мая 2022 | 2017 | независимый с участием Территорий прогресса — Социально-реформистского движения, Демократического движения, партий Курс на будущее, Действовать, конструктивные правые, Совместно, Вперёд, Республика!, Партии экологистов и Радикального, социального и либерального движения (с 9 декабря 2021 года — Радикальной партии)                             | [ 311 ]         |
| 140 (I, II)          |                 | Элизабет Борн (1961—) фр. Élisabeth Borne                                                                             | 16 мая 2022                 | 4 июля 2022 | 2017 | Территории прогресса — Социально-реформистское движение в составе Ансамбля в поддержку президентского большинства с участием Демократического движения, Радикальной партии, партий Действовать, конструктивные правые, Горизонты, Ассоциацией за обновление политической жизни, Прогрессивной федерации и Каледонских республиканцев                    | [ 312 ]         |
| 140 (I, II)          | 4 июля 2022     | Элизабет Борн (1961—) фр. Élisabeth Borne                                                                             | 8 января 2024               | 2022 | | Территории прогресса — Социально-реформистское движение в составе Ансамбля в поддержку президентского большинства с участием Демократического движения, Радикальной партии, партий Действовать, конструктивные правые, Горизонты, Ассоциацией за обновление политической жизни, Прогрессивной федерации и Каледонских республиканцев                    | [ 312 ]         |
| 141                  |                 | Габриэль Ниссим Атталь де Курис (1989—) фр. Gabriel Nissim Attal de Couriss                                           | 9 января 2024               | 2022 | 5 сентября 2024 | Ассоциация за обновление политической жизни в составе Ансамбля в поддержку президентского большинства с участием Демократического движения и партии Горизонты | [ 313 ] [ 314 ] |
| 142                  |                 | Мишель Жан Барнье (1951—) фр. Michel Jean Barnier                                                                     | 5 сентября 2024             | 5 декабря 2024 | Республиканцы в коалиции с Ансамблем в поддержку президентского большинства с участием Ассоциации за обновление политической жизни, партий Горизонты, Демократическое движение и коалиционного Союза демократов и независимых | 2024 | [ 315 ] [ 316 ] |
| и. о.                | 5 декабря 2024  | Мишель Жан Барнье (1951—) фр. Michel Jean Barnier                                                                     | 13 декабря 2024             | | Республиканцы в коалиции с Ансамблем в поддержку президентского большинства с участием Ассоциации за обновление политической жизни, партий Горизонты, Демократическое движение и коалиционного Союза демократов и независимых | 2024 | [ 315 ] [ 316 ] |
| 143                  |                 | Франсуа Рене Жан Люсьен Байру (1951—) фр. François René Jean Lucien Bayrou                                            | 13 декабря 2024             | действующий | Демократическое движение в коалиции с Ассоциацией за обновление политической жизни, партий Республиканцы, Демократическое движение, Горизонты, Радикальной партии и коалиционного Союза демократов и независимых | 2024 | [ 317 ] [ 318 ] |